# 三菱Minicab
三菱Minicab（日语：三菱・ミニキャブ）乃是日本三菱汽車自1966年起開始製造發售的輕型商用貨卡車。自2014年上市的第七代燃油車型起，改由鈴木汽車供應鈴木Carry貼上三菱的廠徽銘牌；至於純電動車型則繼續沿用自家發展的純電驅動技術。

## 概要
此車系之發展歷史悠久，在日本當地的競爭對手有速霸陸Sambar、大發Hijet、鈴木Carry、本田Acty等。其前身為1961年10月上市的三菱360皮卡車型（原廠開發代號LT22），1966年5月才正式獨立成「Minicab」車系，但其底盤平台及大部分機械結構皆流用前者。關於車名「Minicab」的由來，意指車身雖小，但在貨車車斗寬敞的「cab over」。

## 歷史（自家製造時期）

### 第一代（卡車：1966年-1971年，廂型車：1968年-1976年）
1966年 - 8月正式發售，最初僅有卡車的設定，載貨車斗的柵欄可以從一方開啟，同年12月追加三方開啟之車斗，且尾燈的設計各異。動力心臟為359c.c.強制氣冷式OHV直列二缸二衝程ME24D型引擎，最大馬力21ps / 5,500rpm，峰值扭力31.4 N·m / 3,500rpm，最高速度達90km/hr；後來並追加車側反光片。
1968年 - 2月追加四門平頭式微型麵包車車型，三色橫式尾燈和卡車不同，且有車尾反光片。按照配備的多寡，區分成「Super Deluxe」、「Deluxe」、「Standard」、「Root Van」等四種車型。
1969年 - 卡車實行小改款，引擎升級為26匹馬力的ME24E型，車頭通風孔新增蓋子。
1971年 - 5月廂型車實施小改款，引擎升級為30匹馬力的ME24F型，並將車名改成「三菱Minicab EL Van」。車頭燈周圍增加黑色邊框，車頭的「MINICAB」字樣改成浮雕於通風孔蓋上。同年6月卡車發表第二代車款，至於廂型車則未大改款，仍持續發售至1976年為止。
1975年 - 1月為了對應輕型車新制，加大車牌架並增設車牌燈。

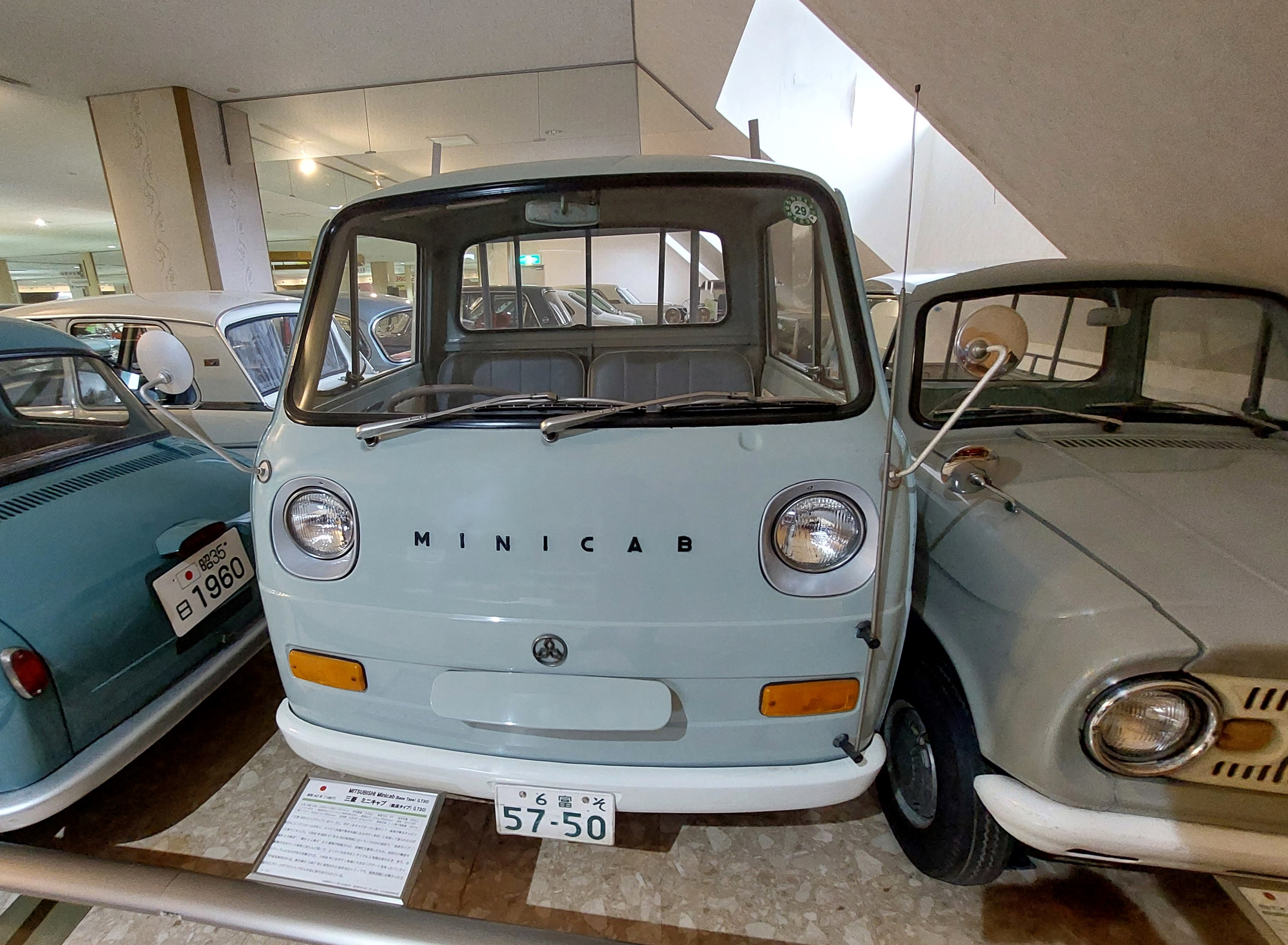
攝於石川縣小松市日本汽車博物館

### 第二代（卡車：1971年-1976年）
1971年 - 6月大改款的第二代卡車車型正式發售，命名成「三菱Minicab EL」（原廠車型代號T130型）。至於廂型車仍延續第一代的車型並未改款，但車頭進氣壩改成和第二代卡車一樣。載貨車斗同樣具備一方或三方開啟，車頭燈改成方形，車尾燈則是一體化。
1972年 - 9月實施小改款，動力心臟換裝成359c.c.水冷式OHV直列二缸二衝程2G10型引擎，車名隨之改成「三菱Minicab W」（原廠車型代號T131型）；其中「W」代表「水冷（Water-cooled）」。車頭燈改成圓形，暖氣改成溫水式，懸掛式冷氣則可向地區經銷商加價購買。
1973年 - 9月第二度小改款，變更進氣壩的設計，加油蓋附鑰匙孔，「Super Deluxe」車型變換輪圈蓋設計，圓形車頭燈之直徑從145mm加大成179mm，車頭再度恢復「MINICAB」銘牌。
1975年 - 1月為了對應輕型車新制，加大車牌架並增設車牌燈。「Super Deluxe」車型改為三點式座位安全帶，其餘車型亦可加價變更。

### 第三代（卡車、廂型車：1976年-1984年）
1976年 - 5月卡車與廂型車同時全新大改款的第三代（原廠代號L012型）上市，因換裝排氣量更大的471c.c.水冷式SOHC直列二缸四衝程2G22型引擎，車名稱之為「三菱Minicab 5」。此時期日本當局對輕型車規範頻頻改制，故各家車廠頻繁推出對應車款，造成市場上的紊亂雜沓。廂型車後保桿的尾燈改為直立式，倒車燈移至後保桿中央並廢除反光片，車側從鉸鏈式改成滑門式。
1977年 - 5月為了對應新頒布的輕型車規制而小改款（原廠代號L013型），車體尺寸放大，動力升級成546c.c.水冷式SOHC直列二缸四衝程2G23型引擎，車名叫做「三菱Minicab Wide 55」。自本年度起開始以「三菱L100」之名外銷，市場包括印尼、智利、阿根廷等國家。
1979年 - 4月變更進氣壩之設計，並追加「營農Minicab」，專門供應販售給農業協同組合會員。
1980年 - 三菱L100開始在印尼當地國產化，持續生產至1983年為止。
1981年 - 5月再次實施小改款（原廠代號L015型），車名改回「三菱Minicab」，動力心臟換成546c.c.水冷式SOHC直列二缸四衝程G23B型引擎，廂型車新設「Estate」頂級車型。同年11月外銷版L100升級為644c.c.水冷式SOHC直列二缸四衝程2G24型引擎，採取正時鍊條之設計；本代外銷版L100銷售至1986年為止。
1982年 - 6月部分改良，追加四輪驅動之設定，車頭進氣壩改為「MMC」（Mitsubishi Motors Corporation之縮寫）銘牌。

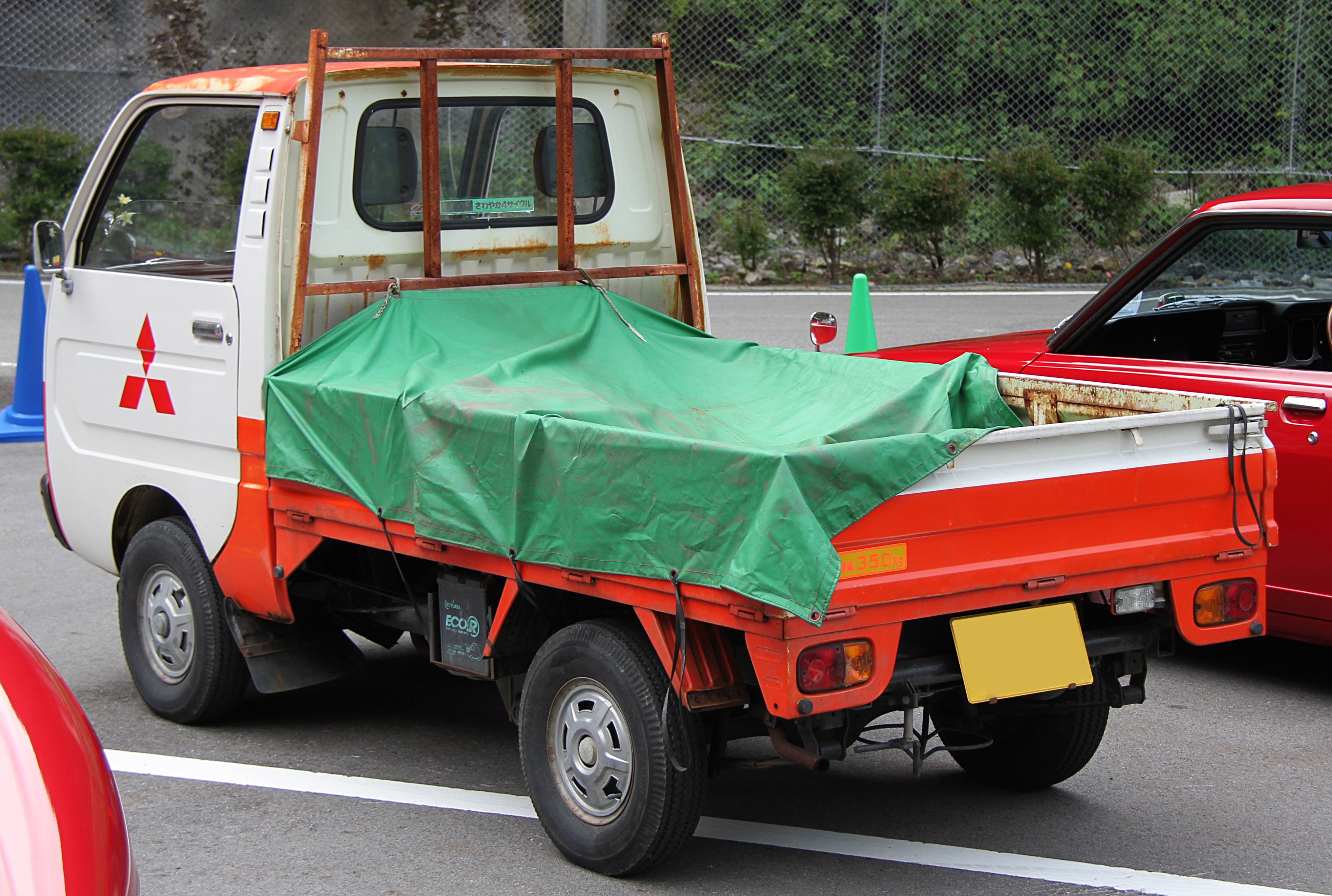
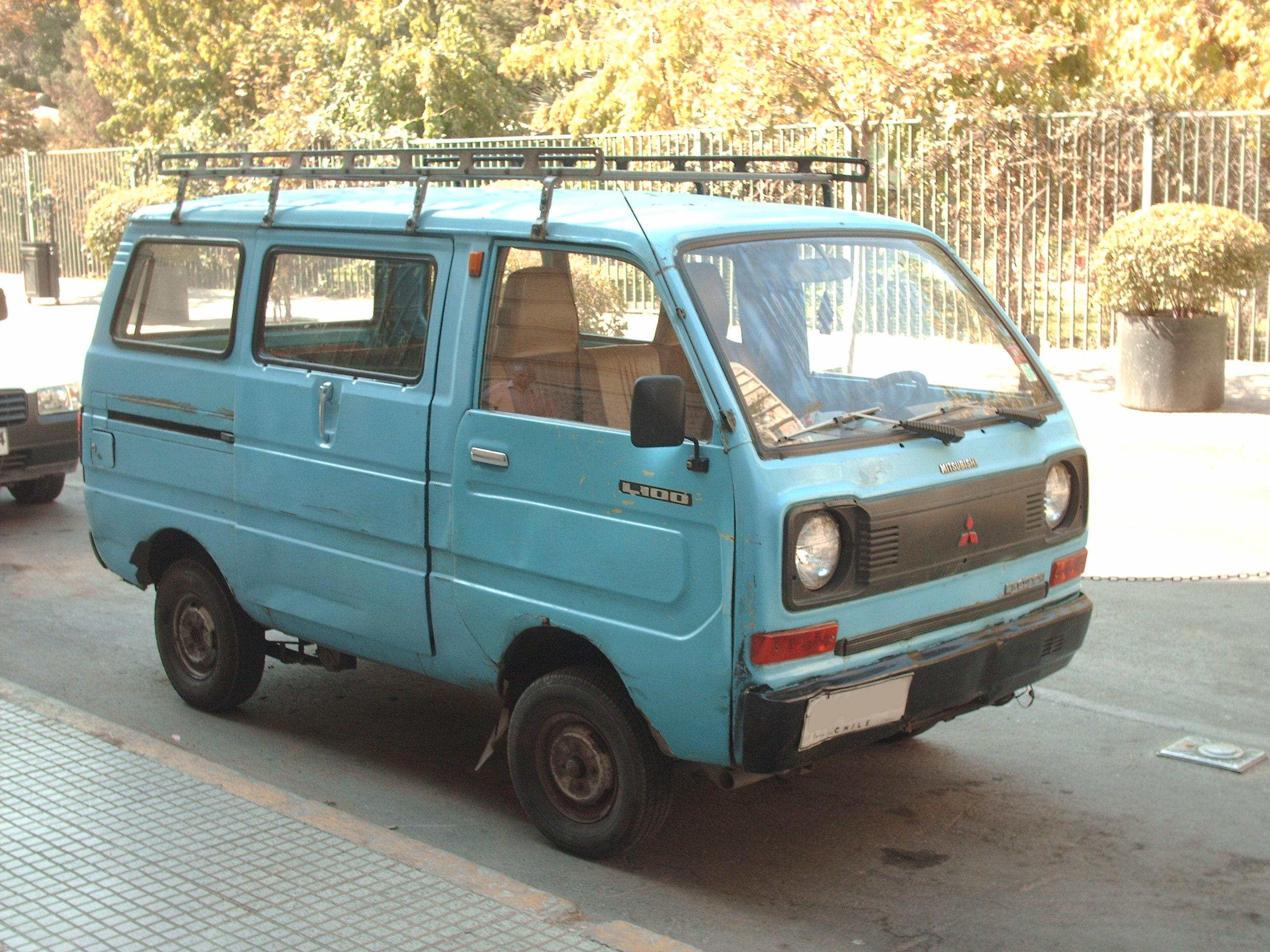
攝於智利
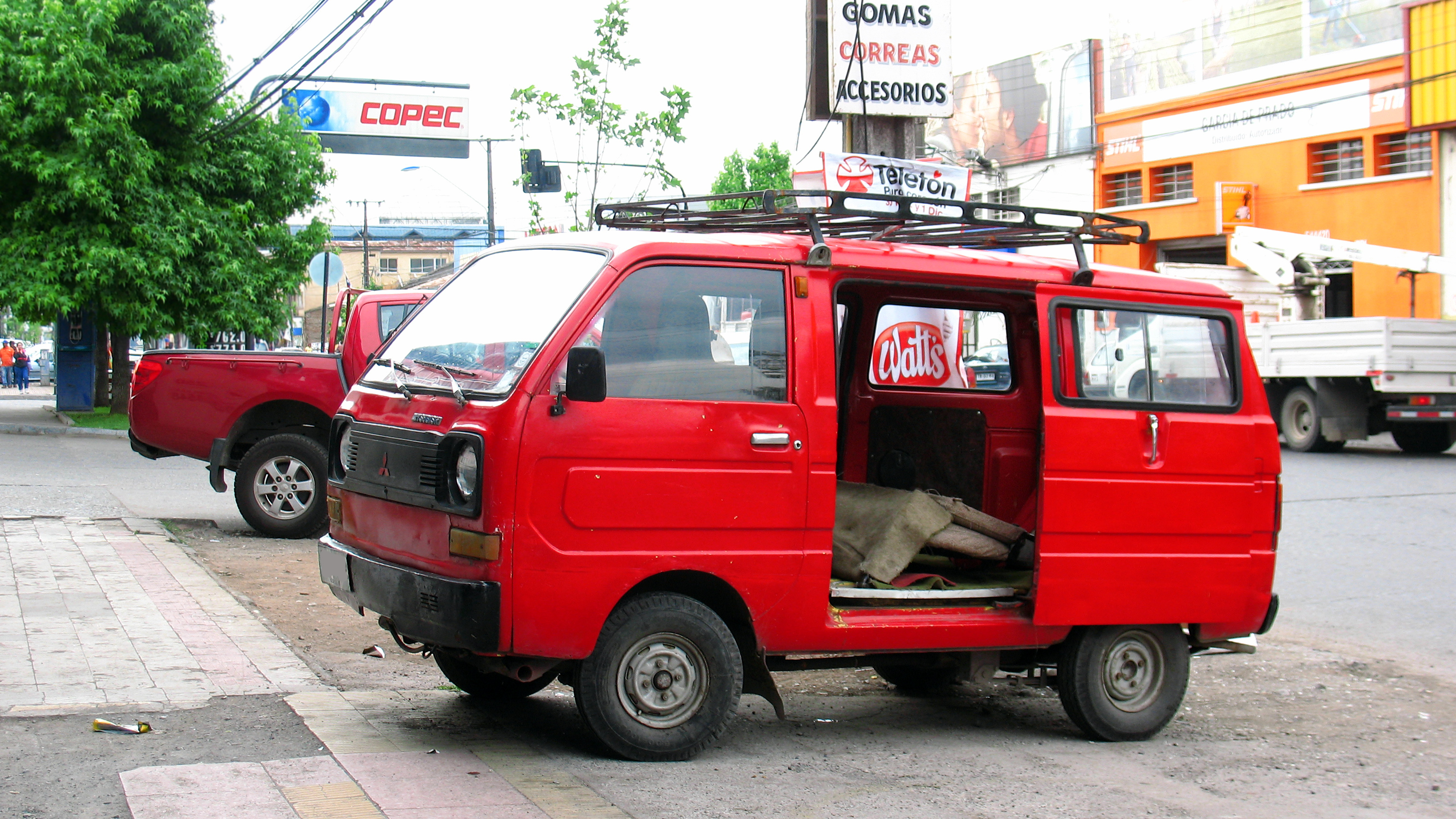
攝於智利

#### 中華百利600/700
起初1976年臺灣順益貿易公司（順益關係企業前身）以原裝進口的方式引進第三代「三菱Minicab 5」，1978年中華汽車工業受到三菱汽車授權，將第三代Minicab國產化，原稱「中華百利550」，後改稱「中華百利600」。總共分成平頂卡車、平頂廂型車及高頂廂型車等三種外型，由於容易保養、維修毛病少而大受市場歡迎，一舉奪下三富小霸王的市場龍頭地位。後來為了維持競爭優勢，升級成排氣量更大的644c.c.水冷式SOHC直列二缸四衝程2G24型引擎，改稱「中華百利700」。

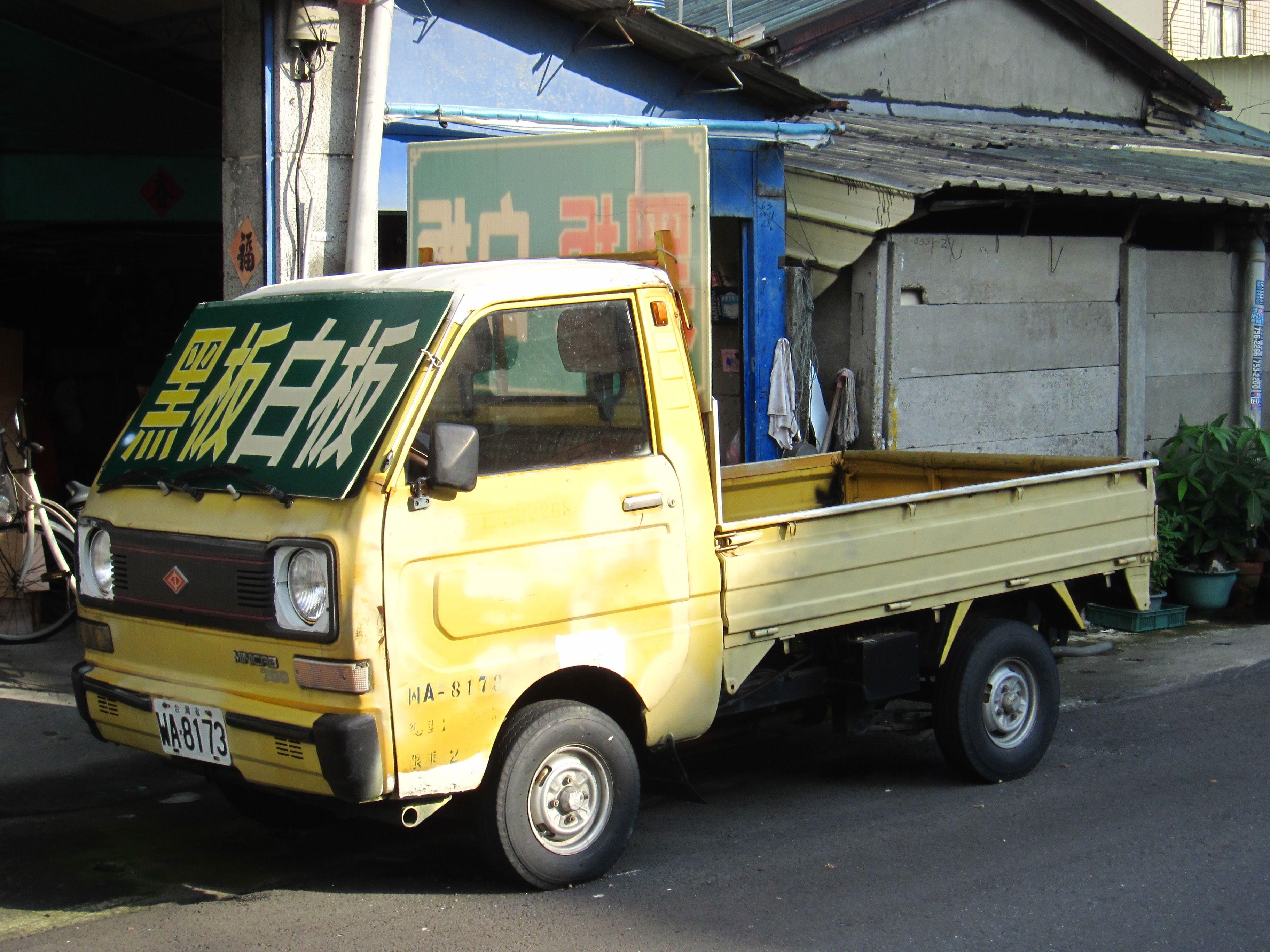
百利700卡車
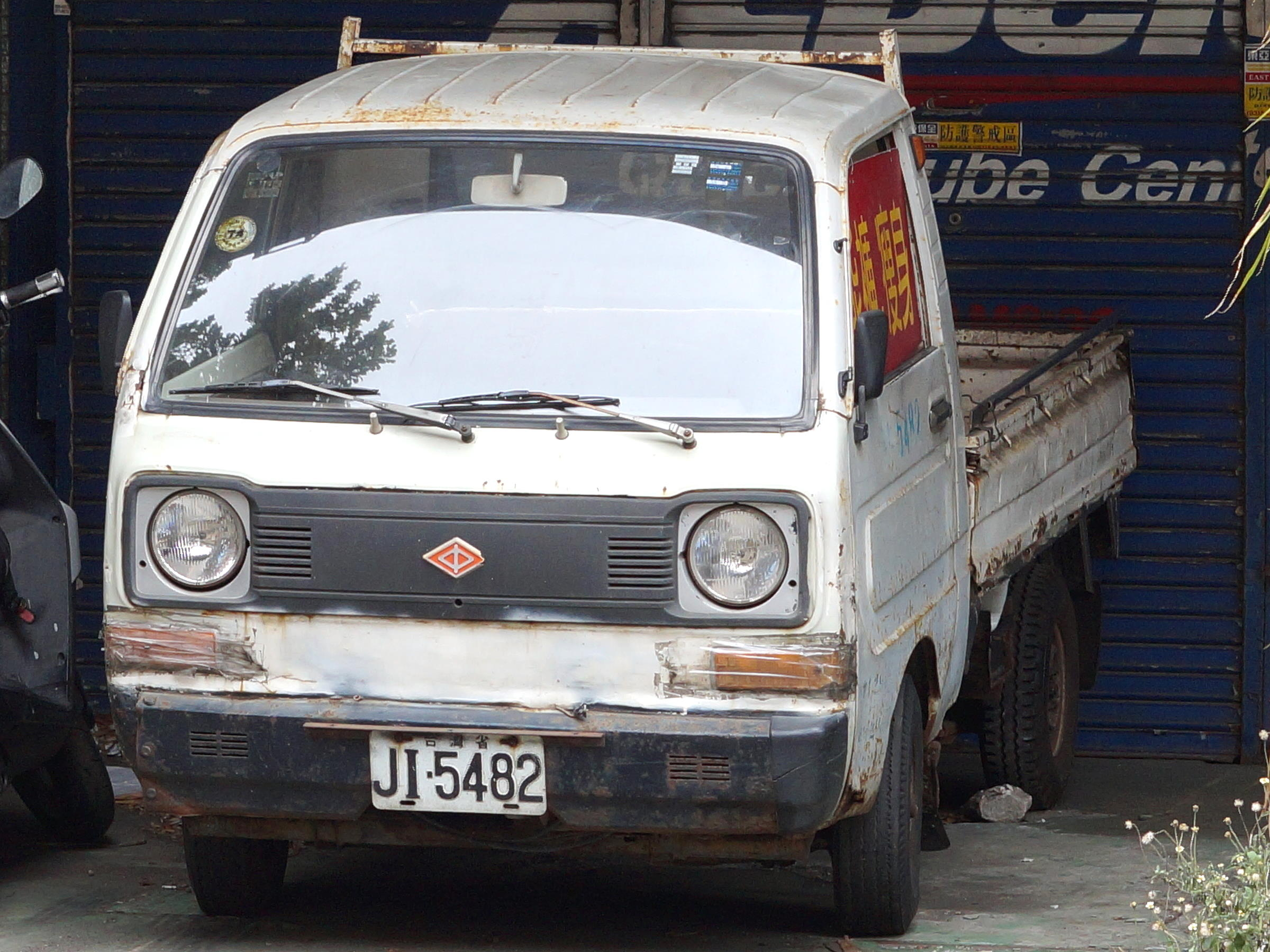
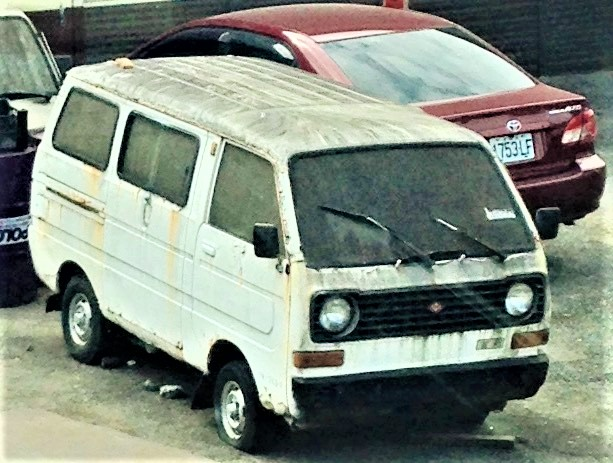
百利600廂型車

#### 五菱LZ110/LZ110K
在中國市場裡，1982年1月柳州拖拉機廠（上汽通用五菱前身）以第三代Minicab為底，手工仿製了卡車「LZ110」與微型麵包車「LZ110K」試作車，1984年開始正式上市，1986年甚至自行開發出雙廂卡車「LZ110SD」，直到1987年大改款的第二代推出。

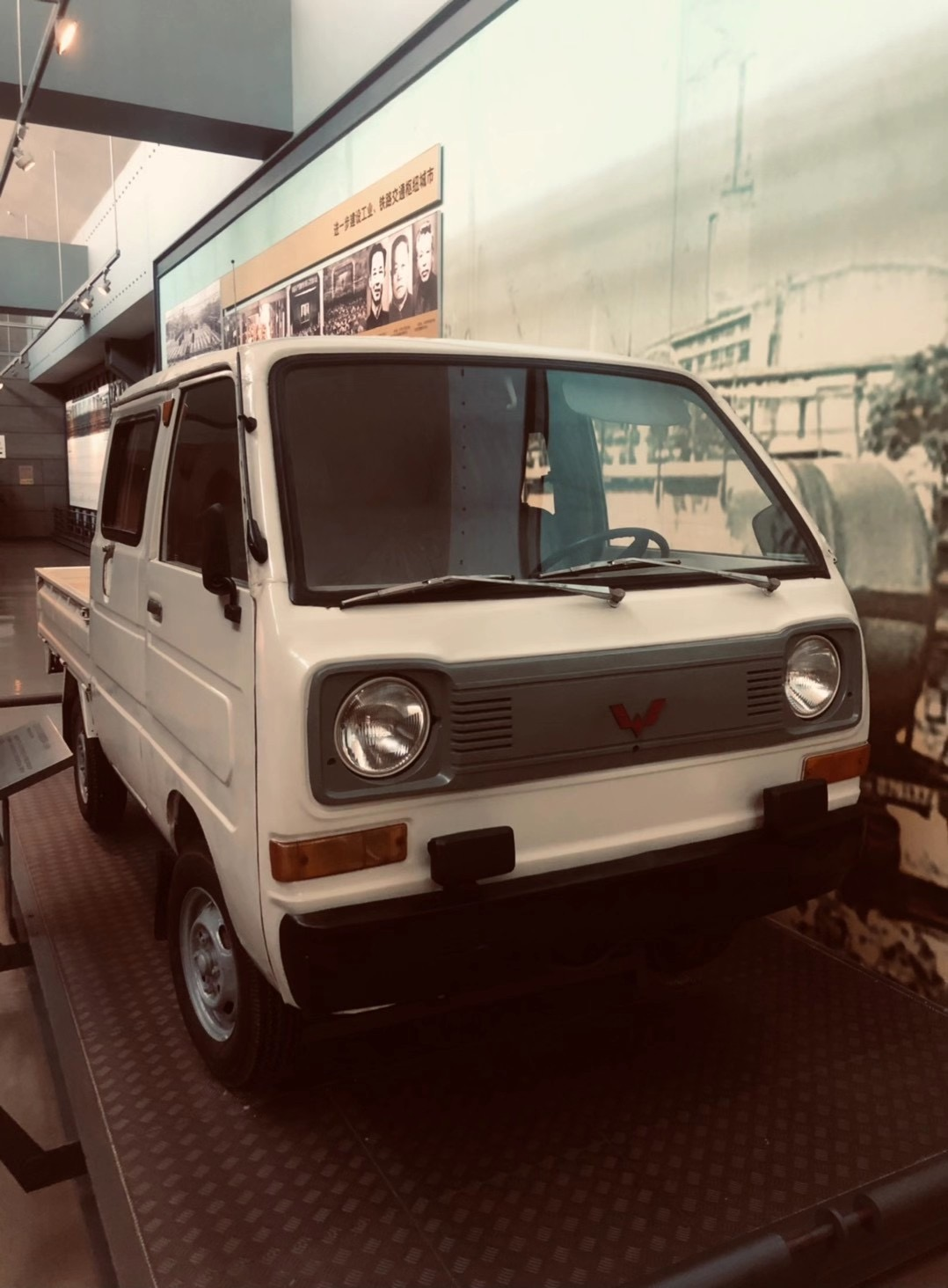
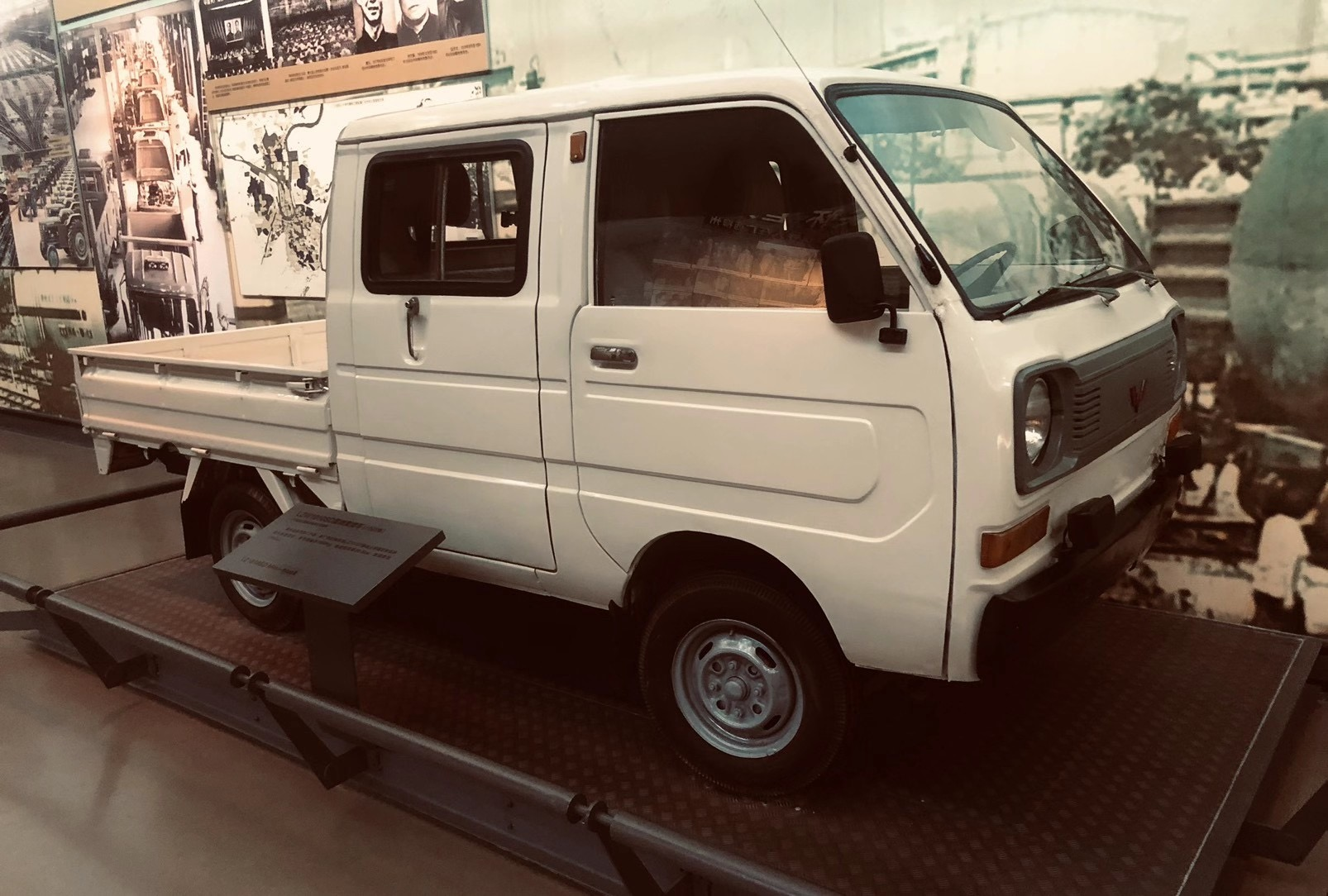
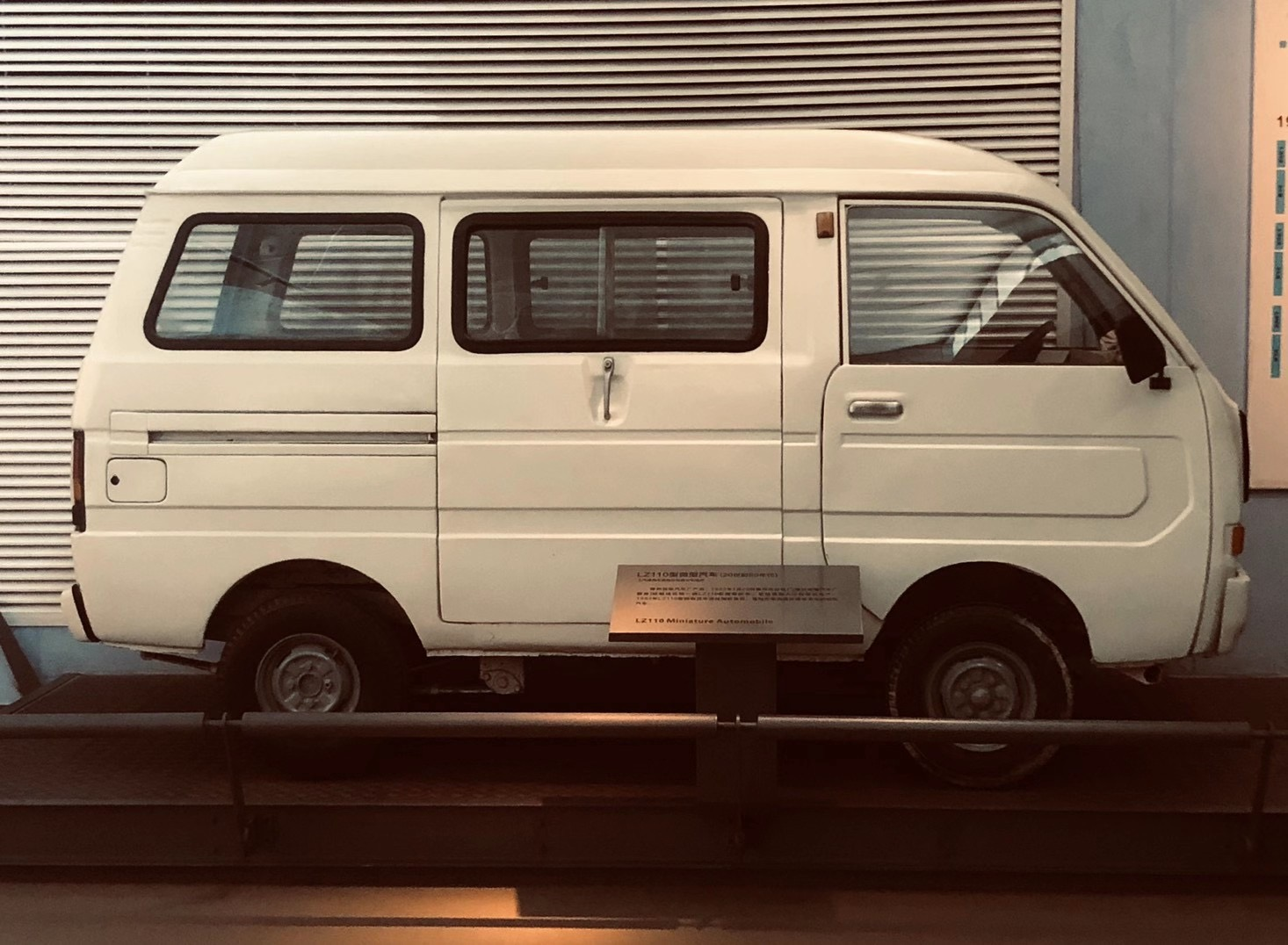

### 第四代（卡車、廂型車：1984年-1991年）
1984年 - 大改款的第四代Minicab於6月正式在日本市場推出，廂型車的車室空間與卡車的載貨車斗面積皆放大，冷氣空調改成可加價選購。儀表板與第五代Minica/Minica Econo共用，但罩殼略微不同。另外自本代開始，前輪懸吊系統統一改為麥花臣式，轉向系統則統一成齒輪齒條轉向，所有4WD車型將12吋輪圈、碟煞、前輪輪轂自動分離器等皆列入標準配備。
1987年 - 6月實施小改款，2WD車型之原廠代號改為U14T/14V型、4WD車型改成15T/15V型。動力心臟換裝成548c.c.直列三缸SOHC 3G81型自然進氣或機械增壓引擎，其中機械增壓版車型設有轉速表及旅程表。
1988年 - 2月追加「GL」車型，以2WD高頂卡車標配五速手排變速箱及旅程表，同時所有車型之車頭恢復貼上三枚紅色鑽石之三菱標誌。
1989年 - 2月廂型車頂級車型「Estate」更名為「Minicab Bravo」。
1990年 - 因應輕型車規範的變更而二度實行小改款，換裝排氣量更大的657c.c.直列三缸SOHC 3G83型引擎，2WD車型之原廠代號改為U18T/18V型、4WD車型改成U19T/19V型。然而，機械增壓版車型仍續用3G81型引擎。

#### 中華百利800/威利1100
1985年臺灣中華汽車獲得原廠之授權將第四代Minicab國產化，動力來源為796c.c.直列三缸SOHC 3G82型引擎，故稱之為「中華百利800」。輕巧的車身加上四輪傳動的設定，受到許多農用或商用的青睞。1989年由母公司裕隆汽車工程中心負責操刀，修改大燈與前保險桿並加上黑色橫柵式進氣壩，換裝成1.1L直列四缸SOHC 4G82型引擎，且放大車身尺寸，稱之為「中華威利1100」。1992年以第三地中轉CKD全散裝料之方式，交由柳州微型汽車廠（今廣西汽車集團）就地生產中華威利1100，甚至連「CMC」的標誌也沒有取下。1993年再度實施小改款，取消黑色橫柵式進氣壩，並修改車頭燈的設計。1995年中華汽車與美國庫什曼簽訂合約，成功外銷威利1100打入美國農用車市場，車名稱為「庫什曼White Truck/Van」。2004年6月中華汽車與印度總理公司簽訂協議，將中華威利改成右駕版，並搭載五十鈴設計的柴油引擎，卡車車型稱為「總理Roadstar」、8人座廂型車車型為「總理Sigma」。

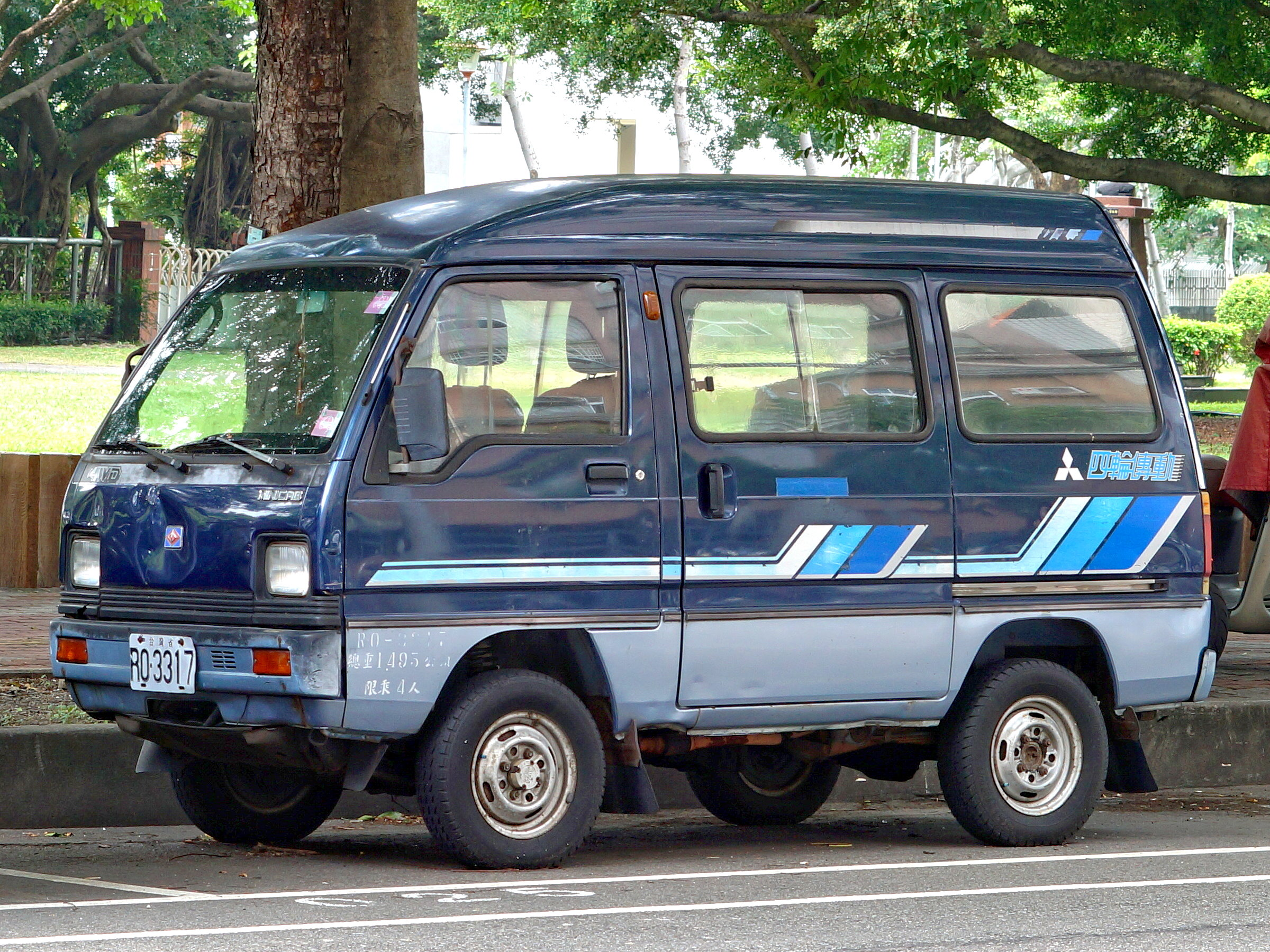
前期型
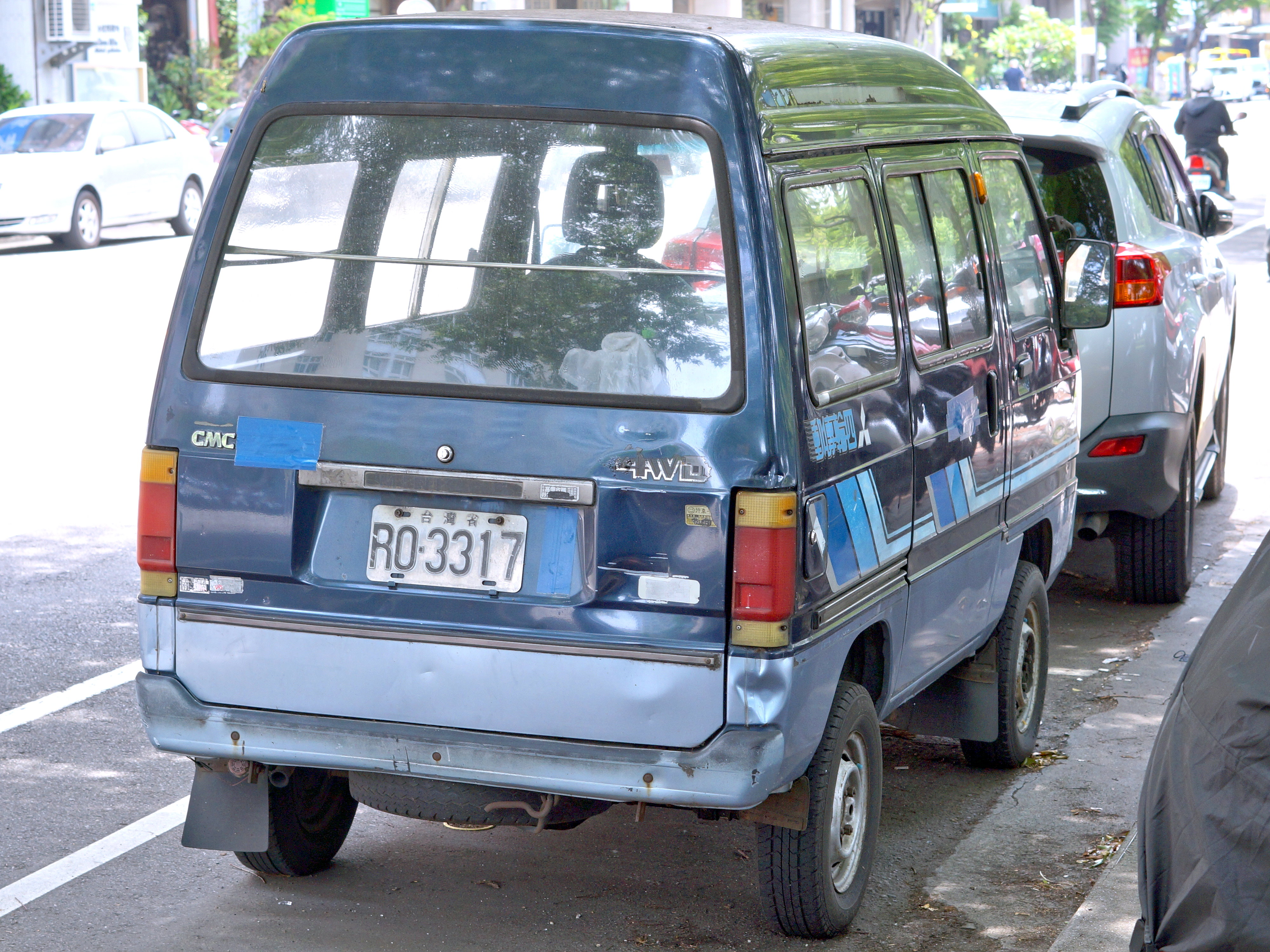
前期型
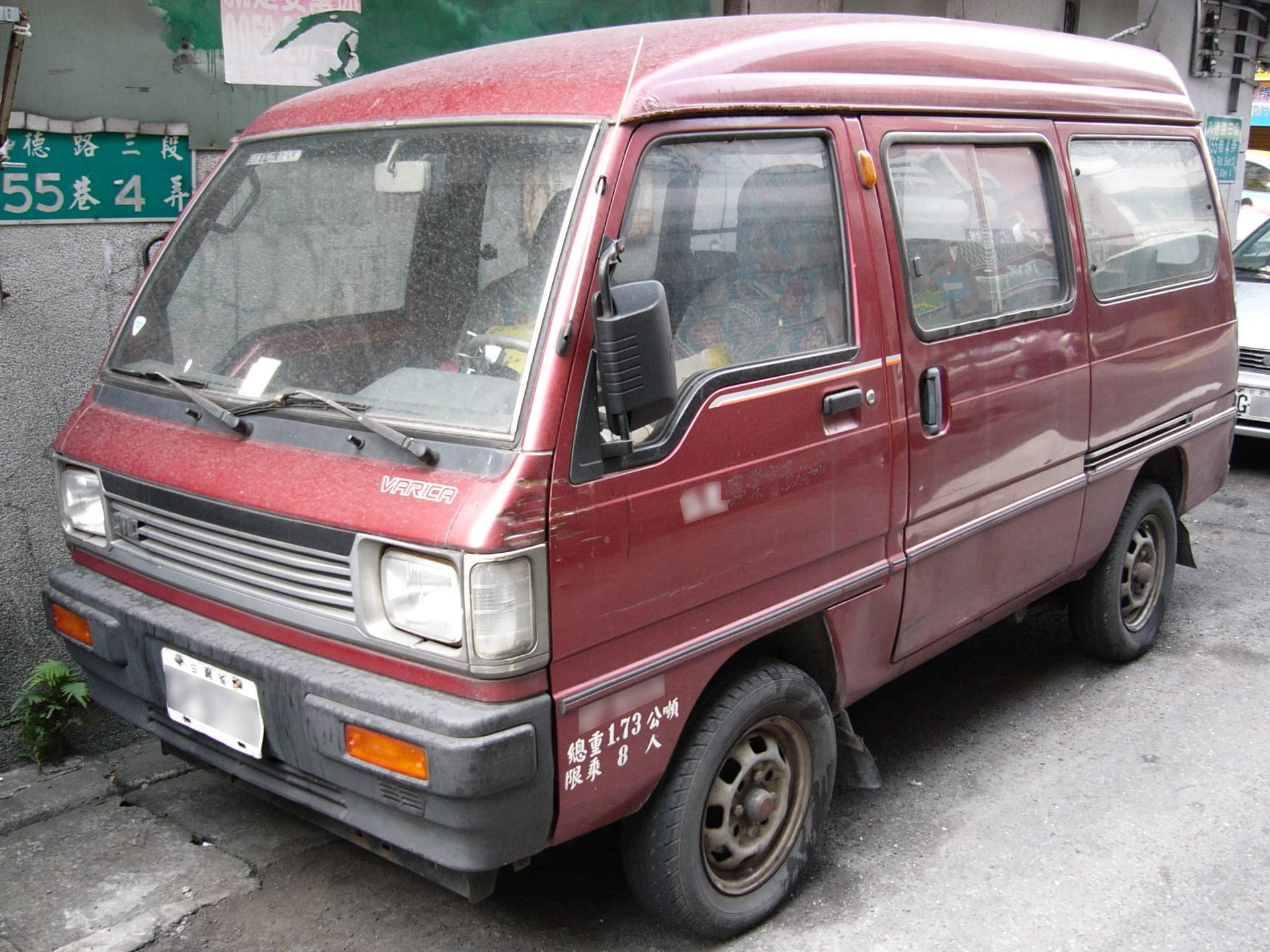
中期型
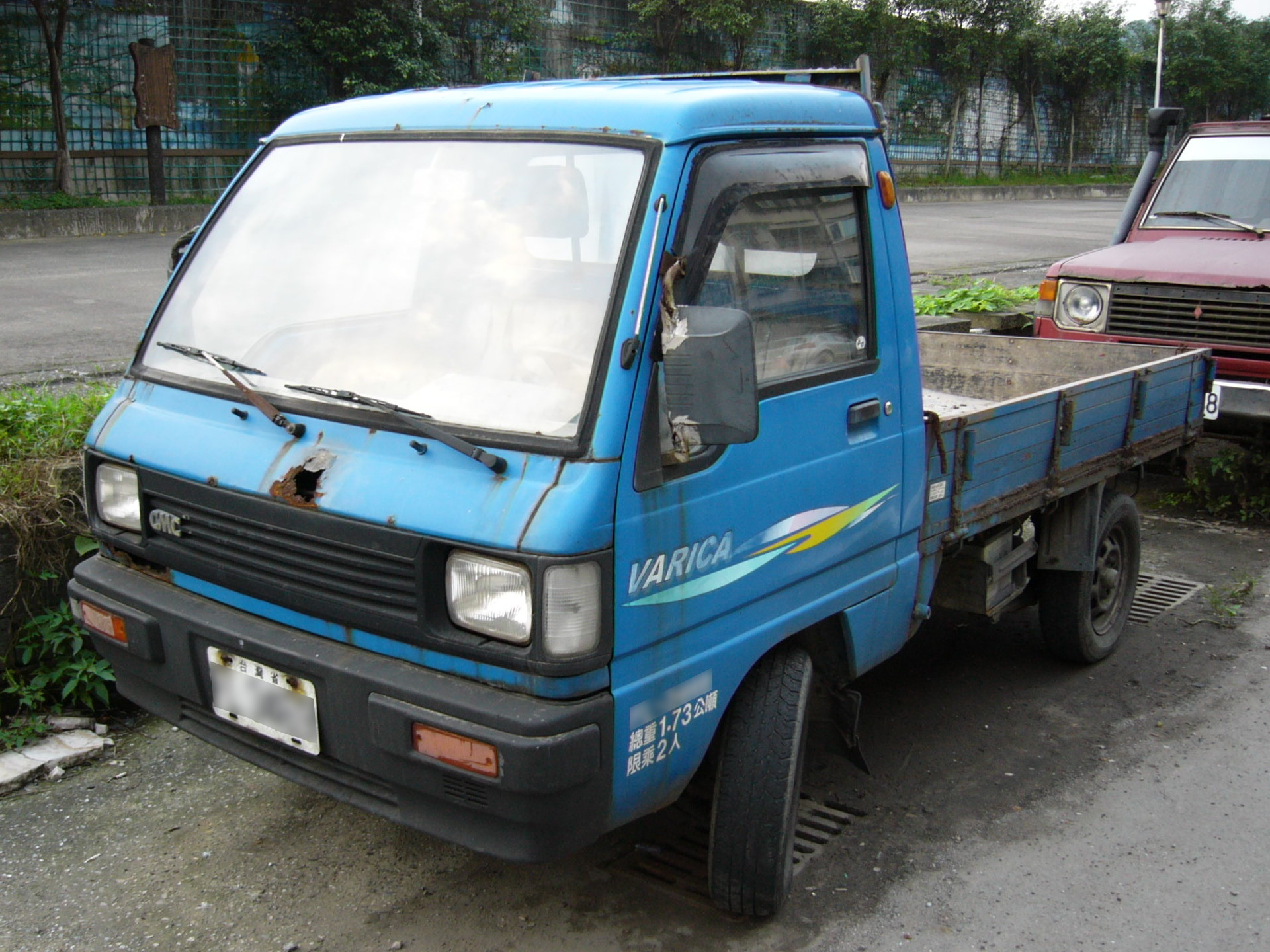
中期型
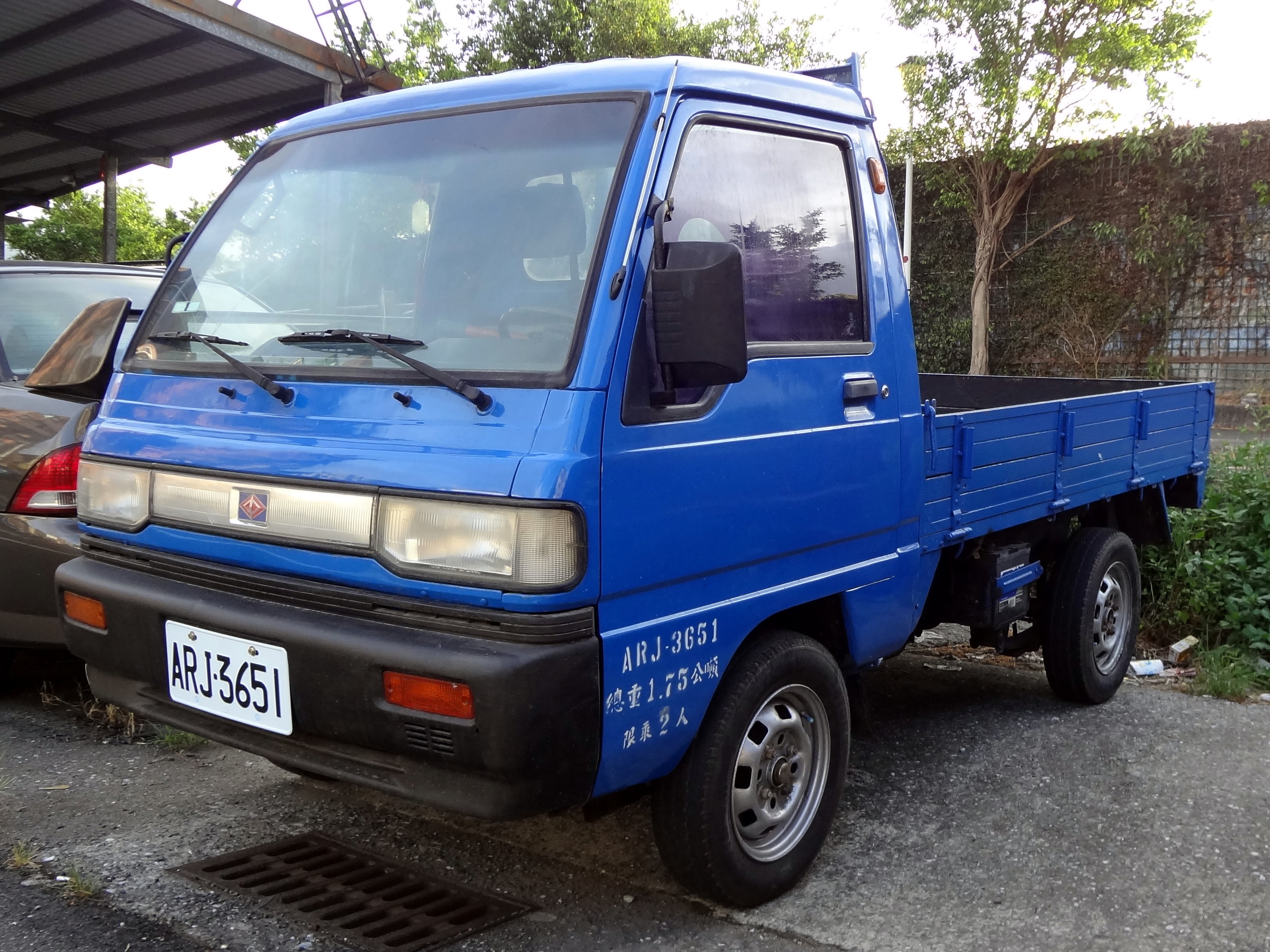
後期型
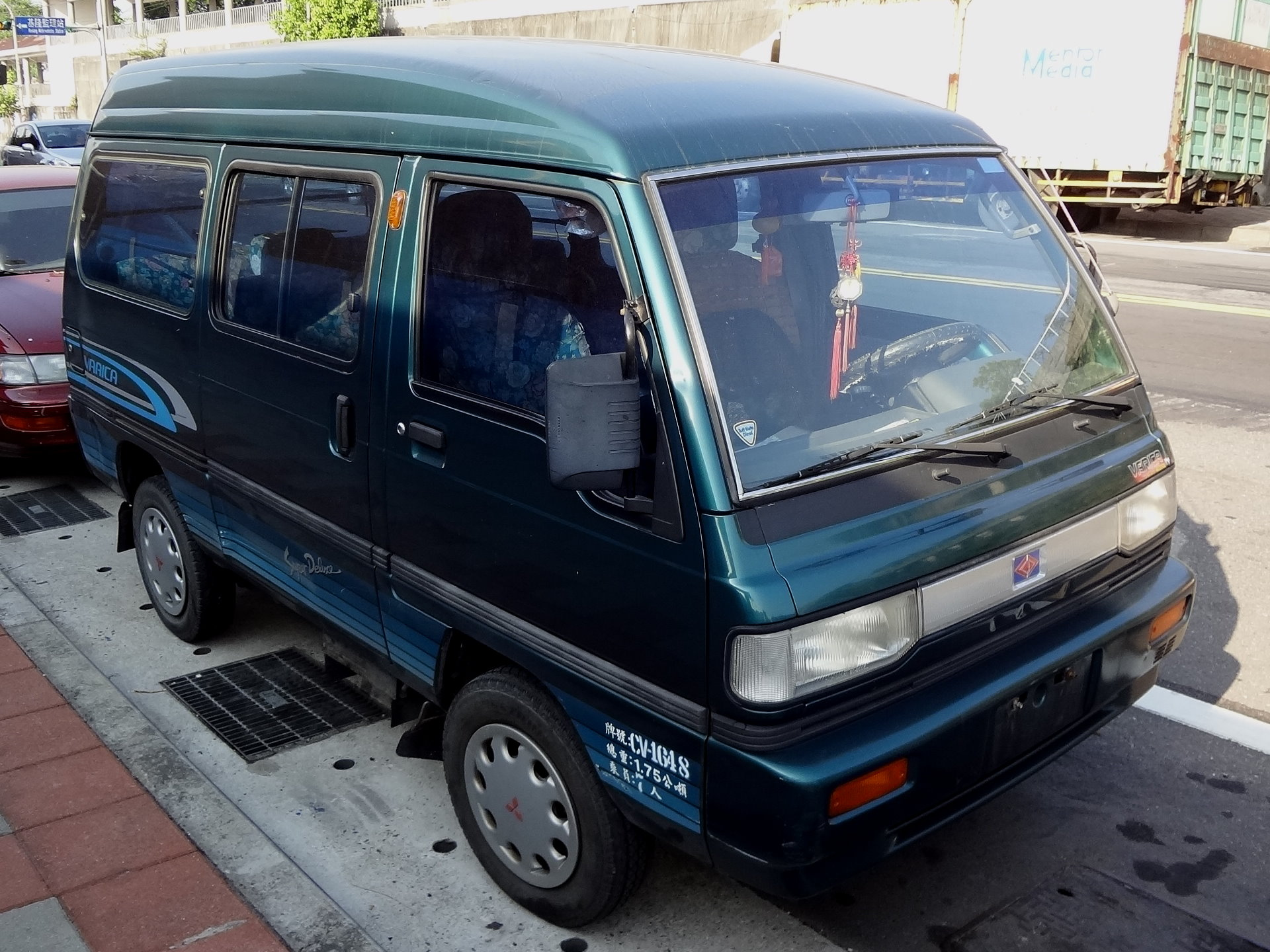
後期型
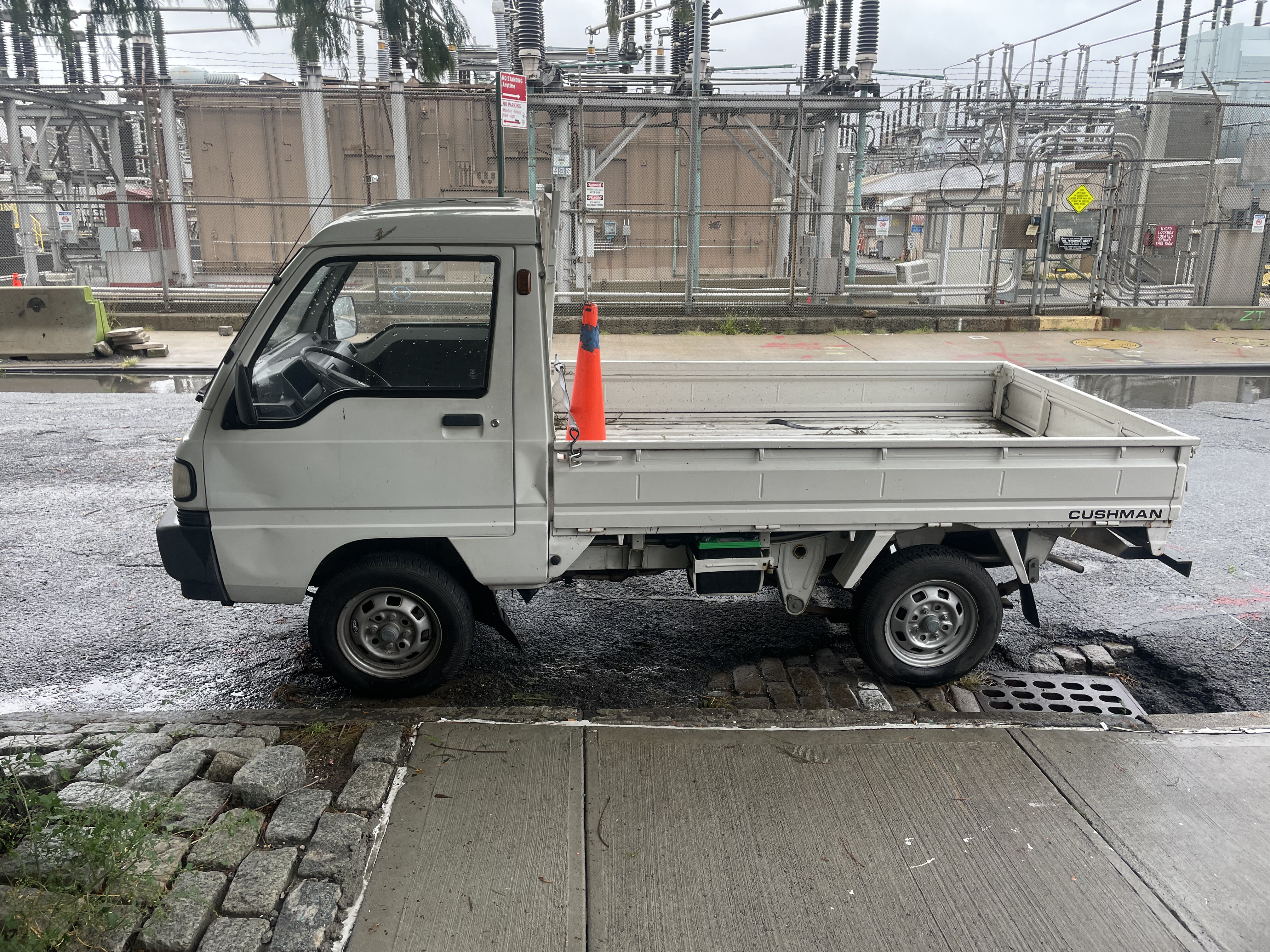
庫什曼White Truck，攝於美國紐約市布魯克林區

#### 五菱LZW1010P/興旺
柳州拖拉機廠在1985年改名為柳州微型汽車廠（今上汽通用五菱），1987年推出大改款的第二代LZ110/LZ110OVH，外型設計仍與第四代Minicab相仿。1990年實行小改款，變更車頭燈之造型，並將廂型車改稱「五菱興旺」、卡車改稱「五菱LZW1010P」。其中五菱LZW1010P在微型皮卡車的市場佔有率曾在1998年達到70%，直到2010年才停產。在2004至2005年之間，曾有少量的五菱LZW1010P導入美國市場作為農用，搭載796c.c.直列三缸SOHC 3G82型引擎，配合四速手排變速箱。

#### 三菱Jetstar
印尼三菱汽車（PT. Krama Yudha Tiga Berlian Motor）於1987年至1990年之間組裝生產「三菱Jetstar」，車身較寬、載貨車斗也加長。有趣的是動力來源來自大發工業供應的993c.c.直列三缸SOHC CB20型引擎，可輸出最大馬力50ps / 5,500rpm、扭力峰值7.3N·m / 3,000rpm。這是因為印尼當局宣布1985年起當地銷售的汽車引擎排氣量不得低於1.0L，當時三菱汽車沒有合適的引擎，於是不得不向大發汽車求援。

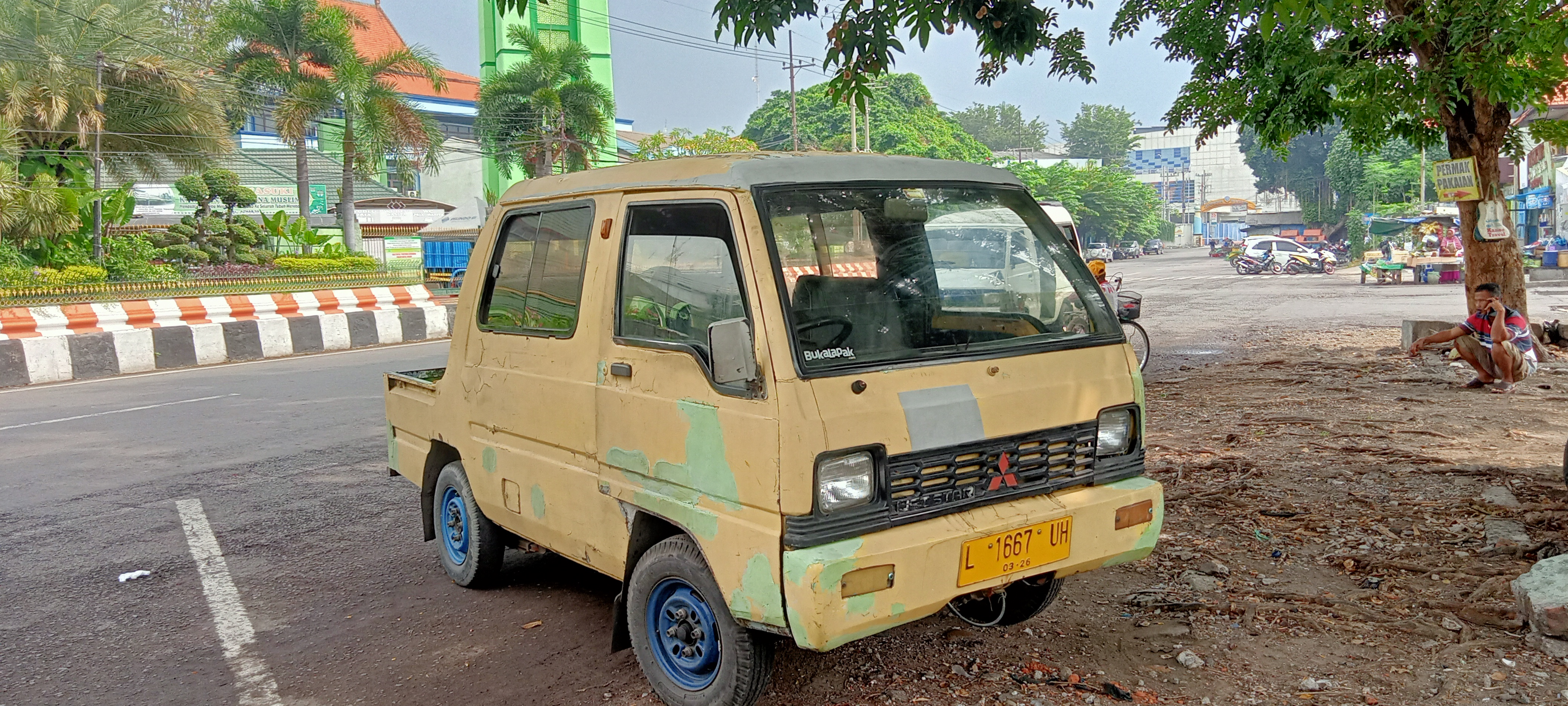

#### 三菱Mighty Mits
1980年代後期曾以「三菱Mighty Mits」之名引進美國市場，但僅可在農地、高爾夫球場、牧場等非鋪裝路面之環境使用。搭載644c.c.直列二缸SOHC 2G24型引擎的車型原廠代號是U13T型，3G82型的則是U16T型。

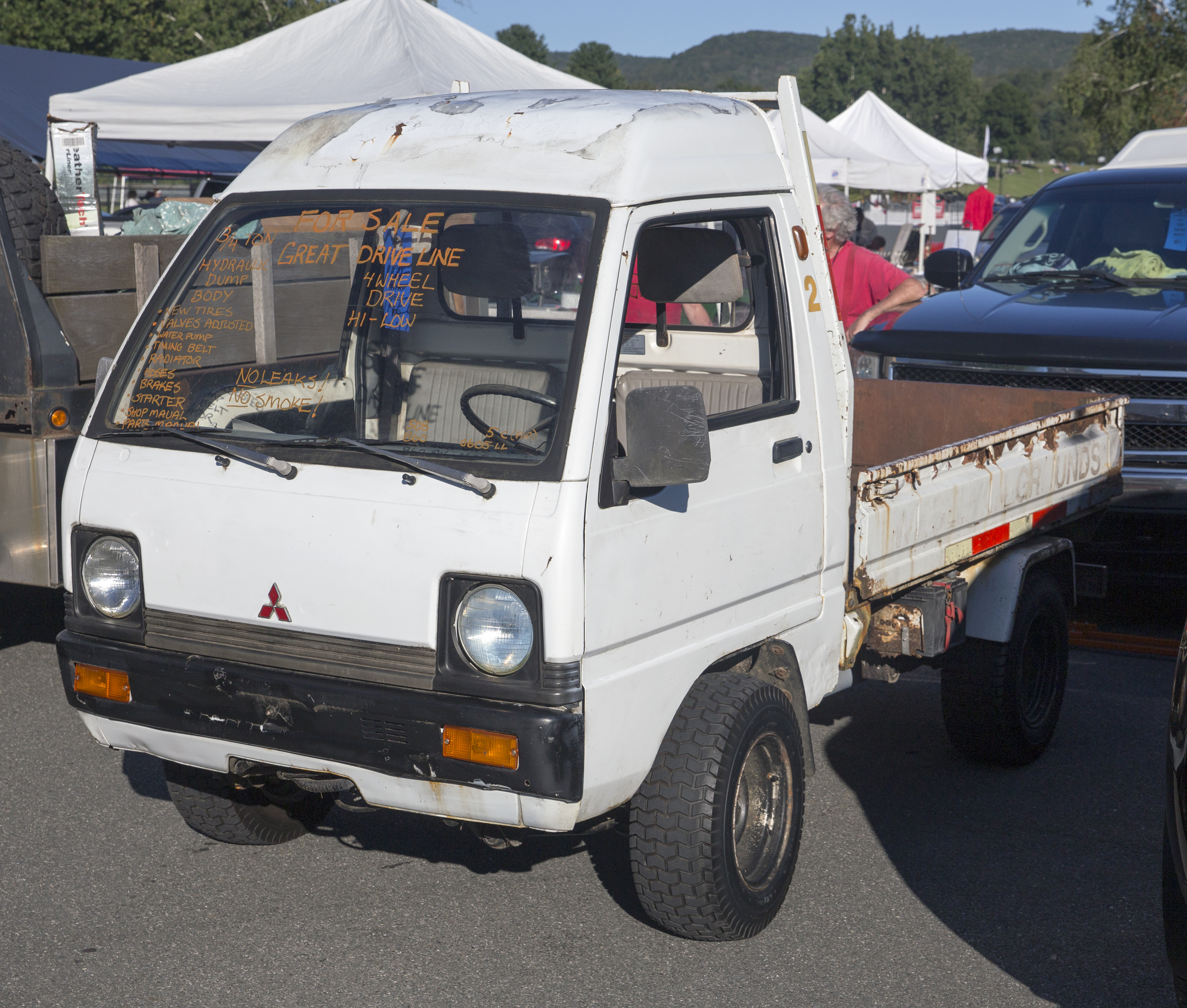
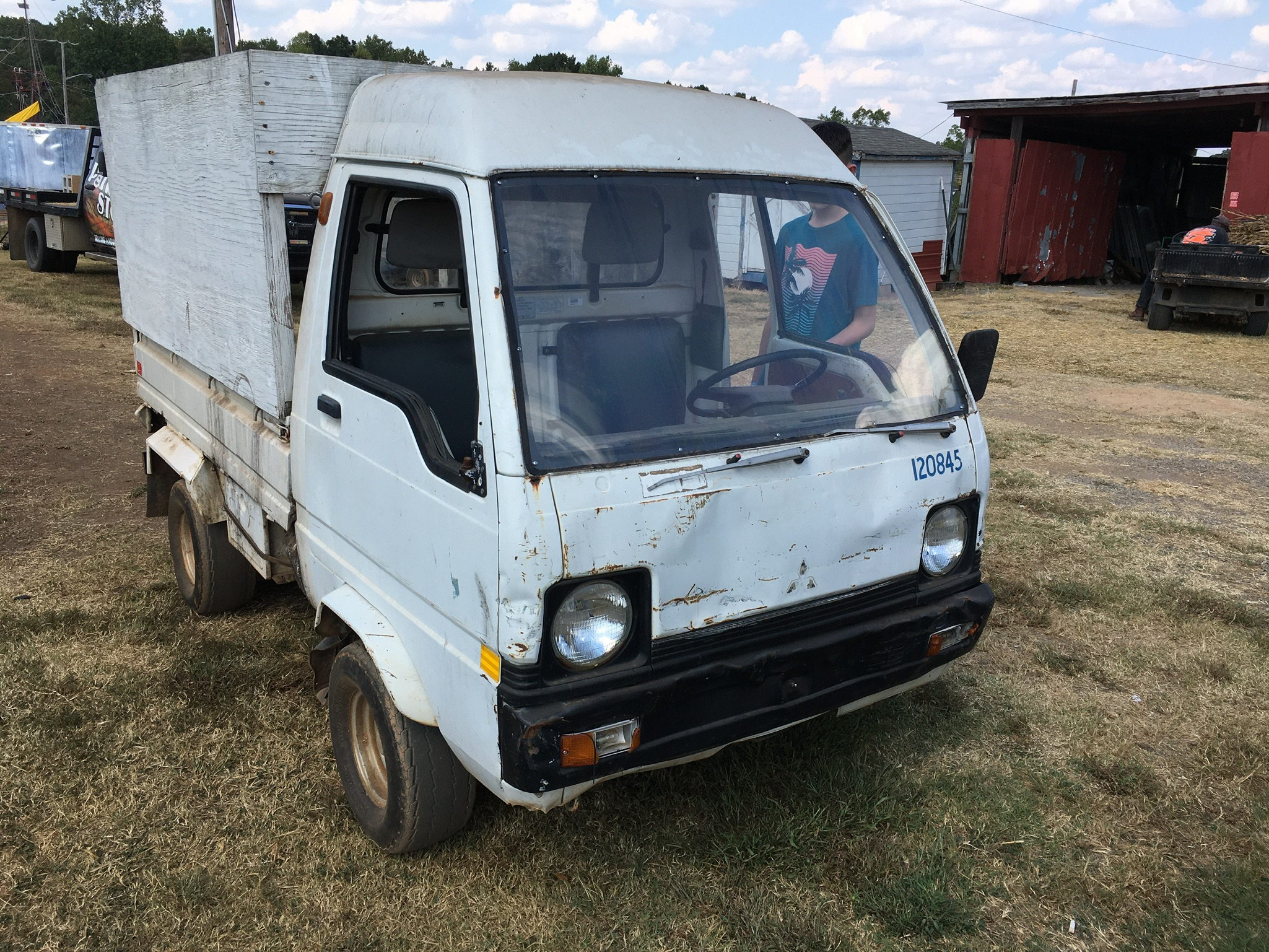

### 第五代（1991年-1999年）
1991年 - 2月進行大改款，除了2WD入門級10吋輪圈車型之外，其餘車型的標準配備皆是使用單桶側吸式可變文氏管化油器的657c.c.直列三缸SOHC十二汽門3G83型引擎、12吋輪圈、前輪碟煞等；另外卡車與廂型車的尾燈共通。
1993年 - 1月部分改良，除了基本入門級車型外，全車系自四速手排變速箱改成五速手排。
1994年 - 2月首度實施小改款，車頭燈改成符合SAE標準的方形二燈式，頂級「TL」、「CL」車型廢除旅程表，廂型車的尾燈設計改得與卡車不同。
1996年 - 1月第二度小改款，除了貨廂式卡車之外，其餘車型的方向盤改成與第七代Minica入門級車型共用，車頭燈也與三菱Bravo後期型相同。卡車與廂型車頂級車型的動力心臟改成657c.c.直列三缸SOHC十二汽門ECI燃油噴射3G83型引擎，卡車4WD車型新增引擎下護板。
同年5月為了紀念上市30周年而推出「VX V30 SPECIAL EDITION」特仕車，配備了鍍鉻外殼後視鏡、油壓式引擎轉速感應動力方向盤、手動空調（僅廂型車）等。
1997年 - 12月部分改良，除了卡車、貨廂式卡車之外，其餘車型改成與三菱Bravo後期型一樣的頭燈，並全面換裝成657c.c.直列三缸SOHC十二汽門ECI燃油噴射3G83型引擎；因此2WD入門級車型也升級為12吋輪圈、前輪碟煞。
1998年 - 2月追加最低階的「V」車型，搭載657c.c.直列三缸SOHC六汽門3G83型引擎、四速手排變速箱、中期的方形二燈式頭燈、12吋輪圈、前輪碟煞等配備。

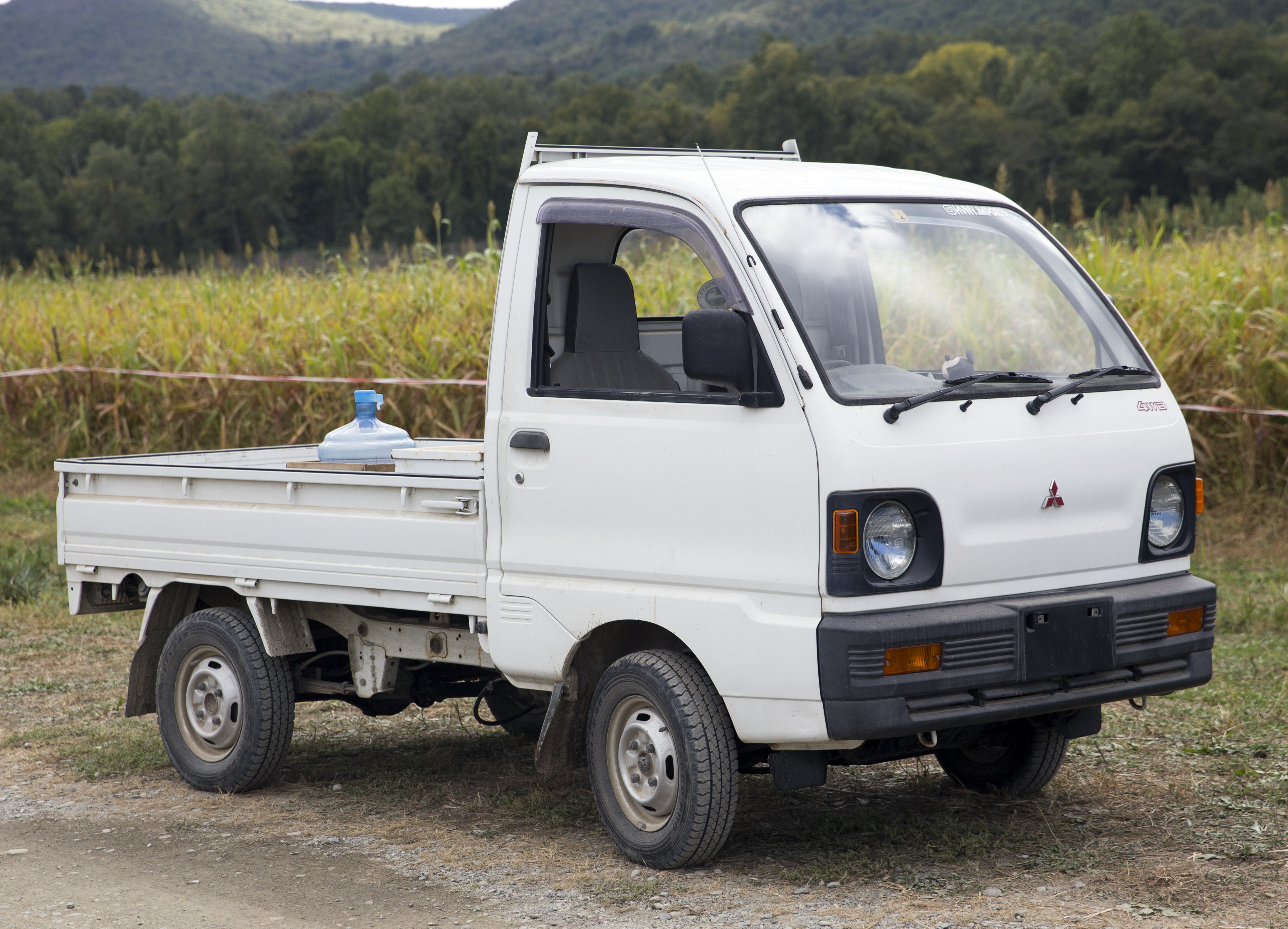
卡車前期型車頭
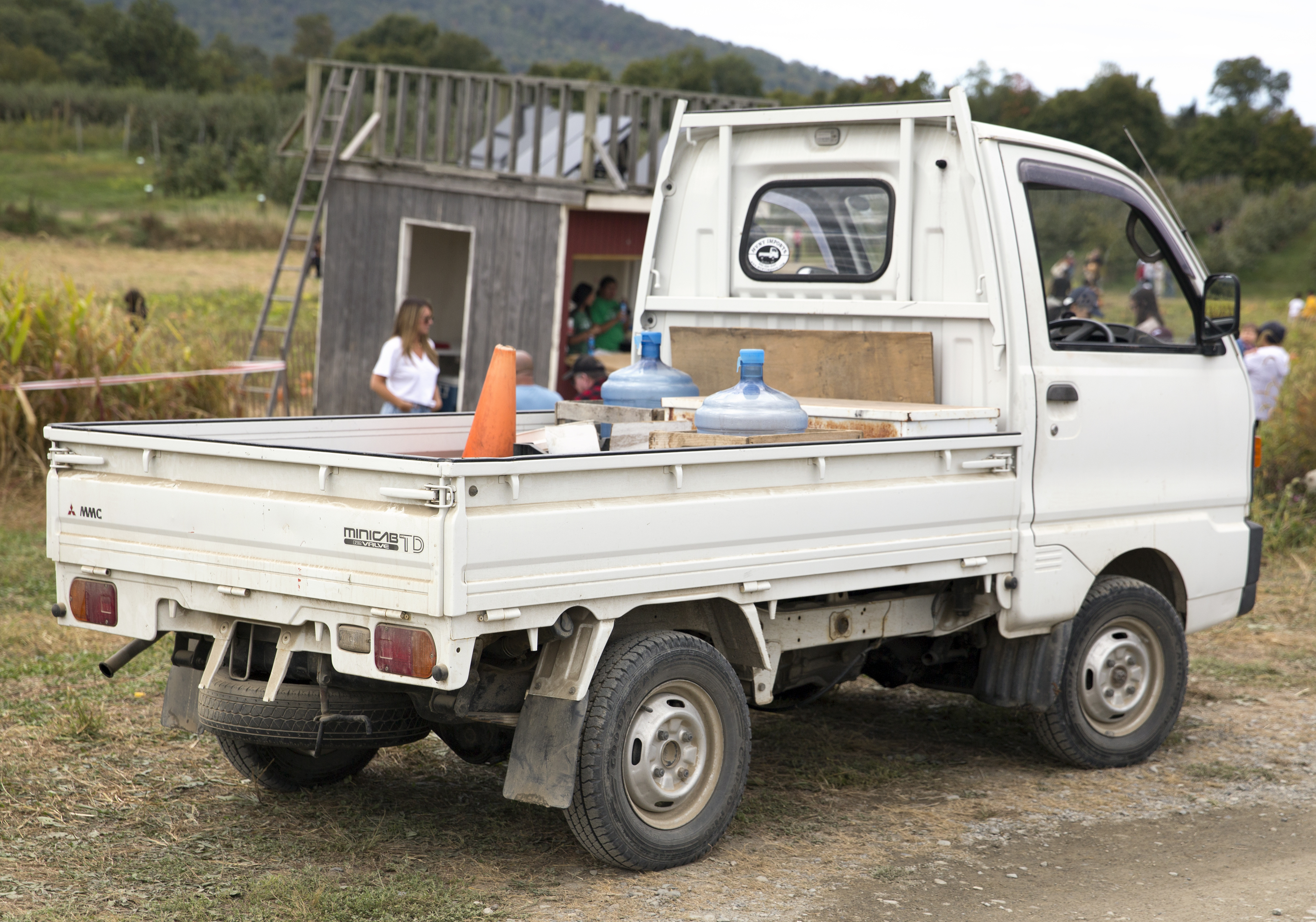
卡車前期型車尾
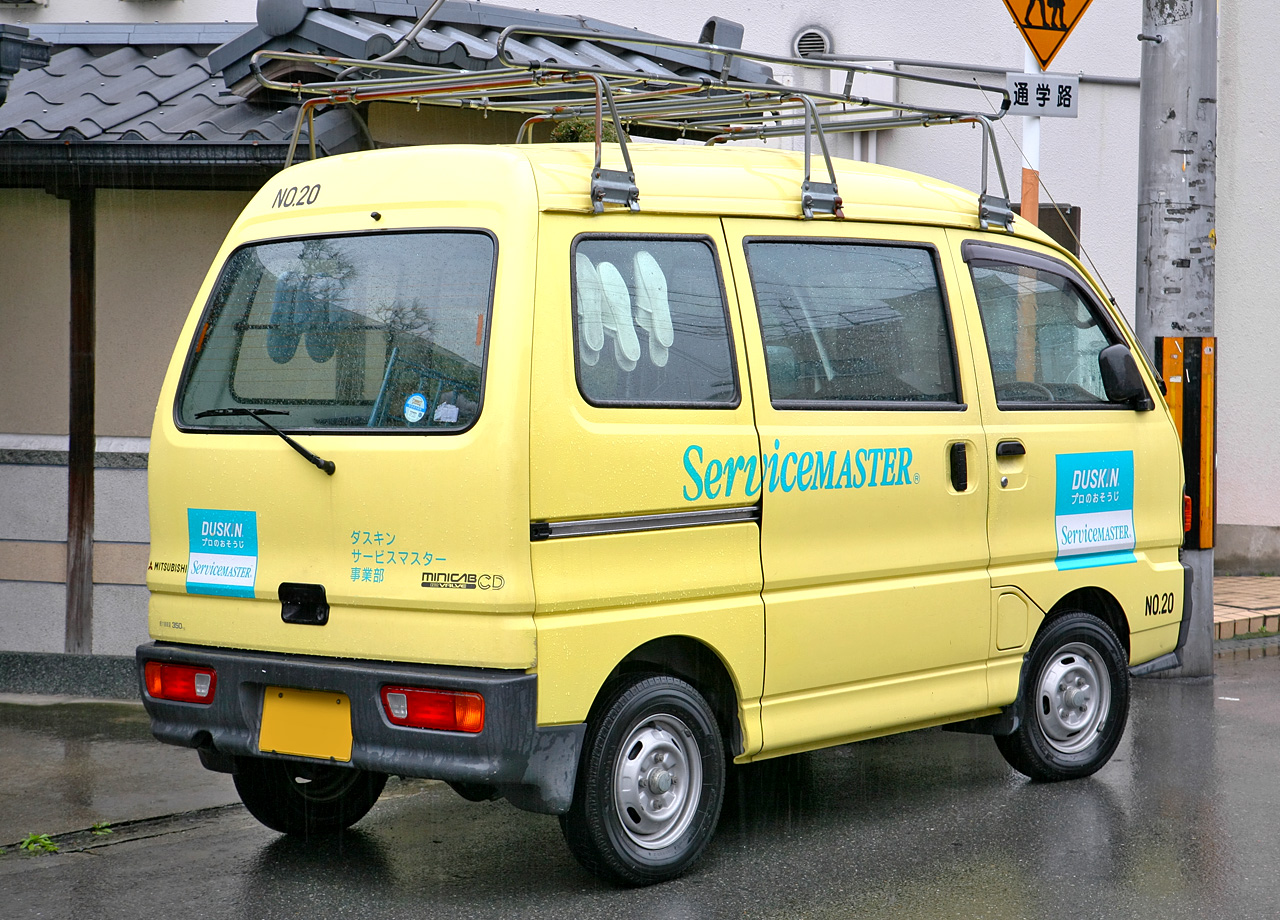
廂型車中期型車尾
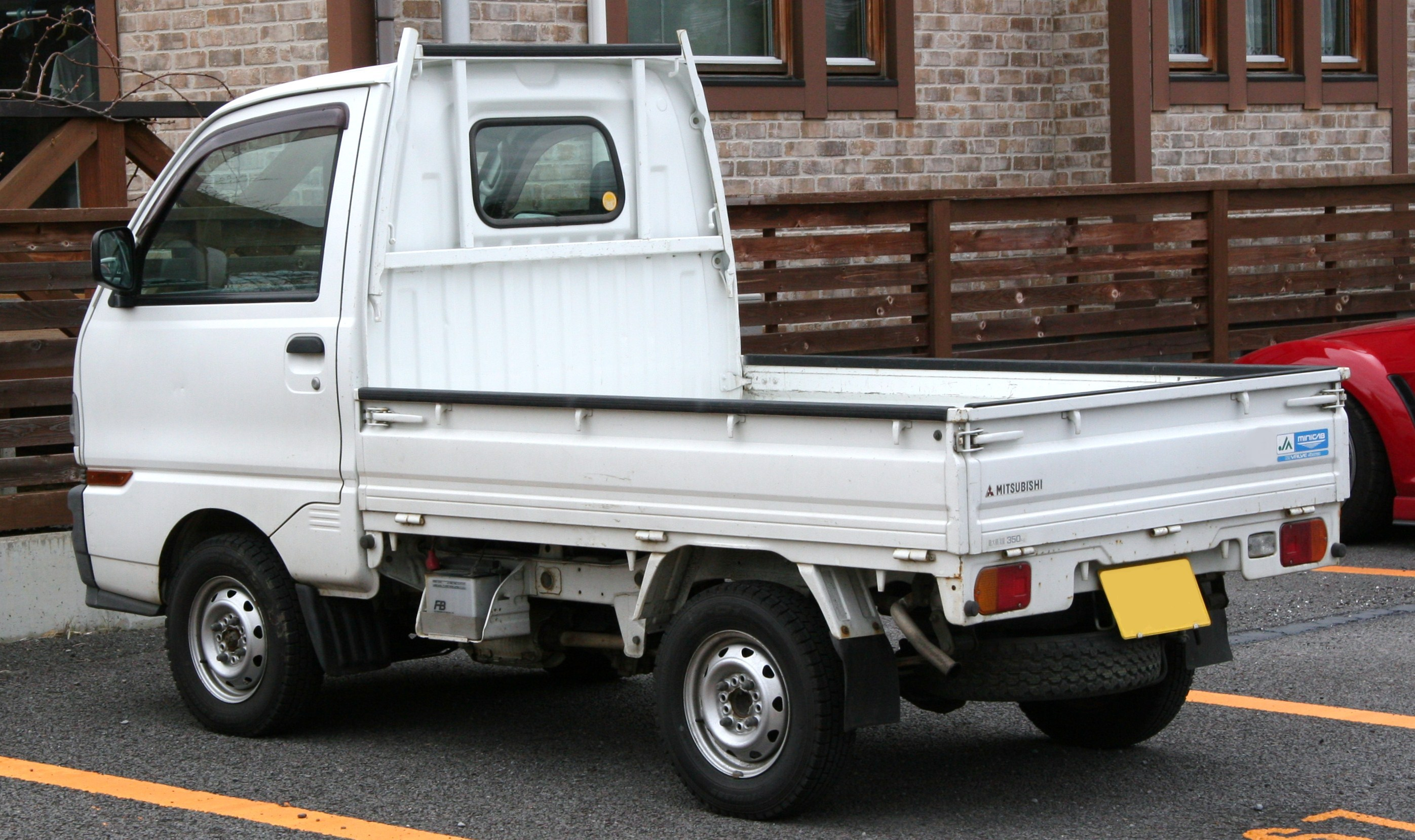
卡車中期型車尾
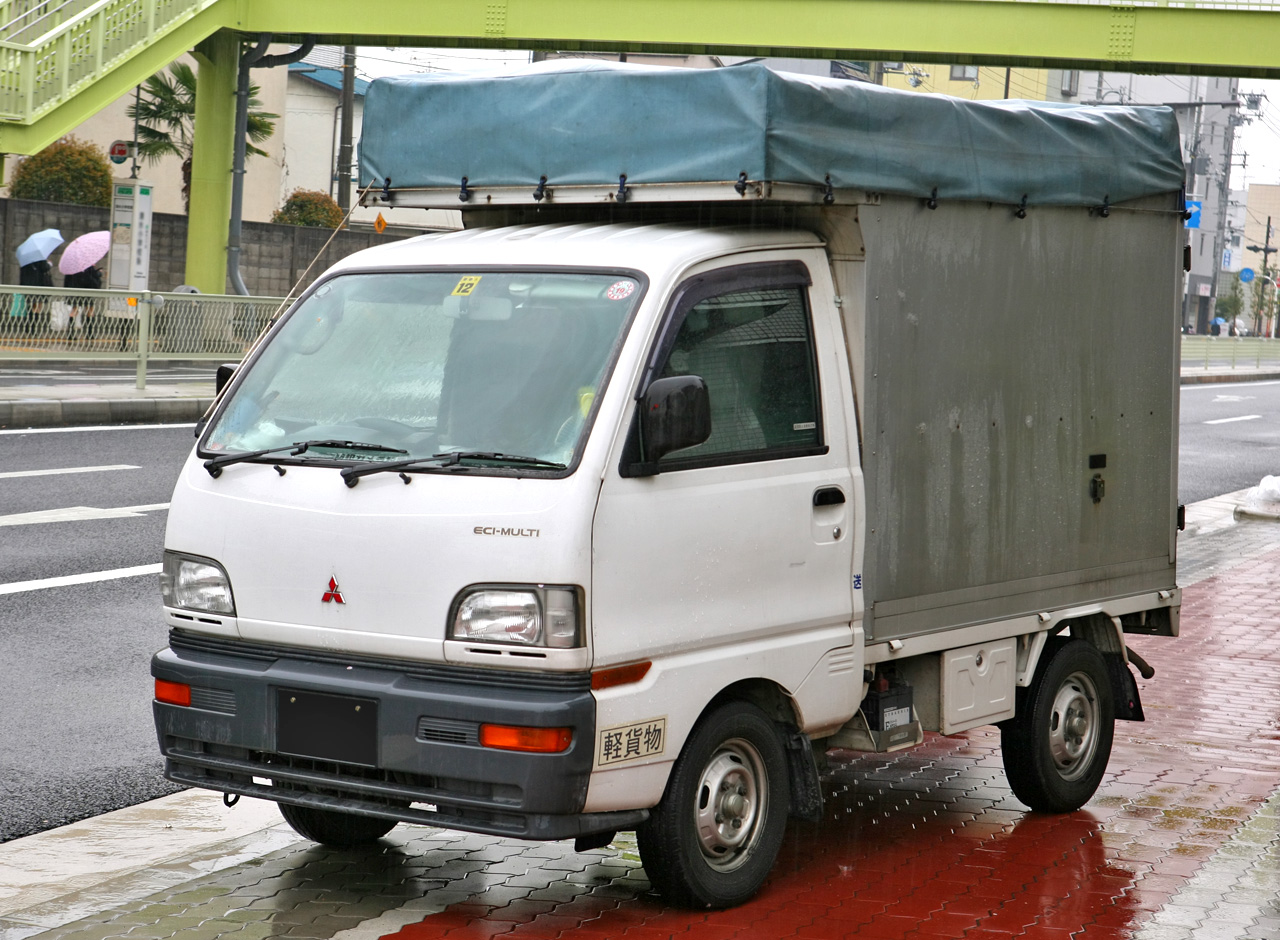
卡車後期型車頭
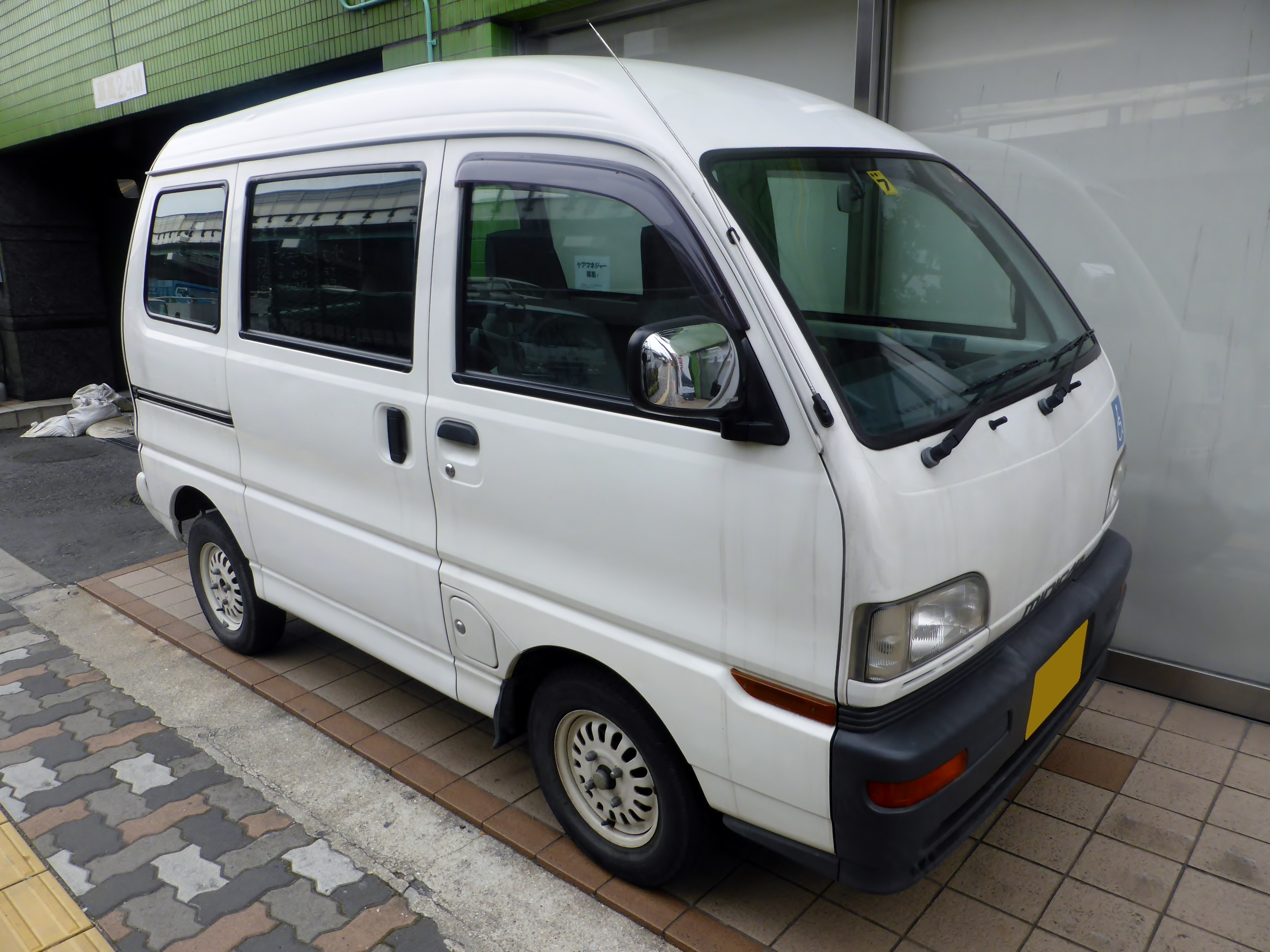
VX V30 SPECIAL EDITION特仕車車頭
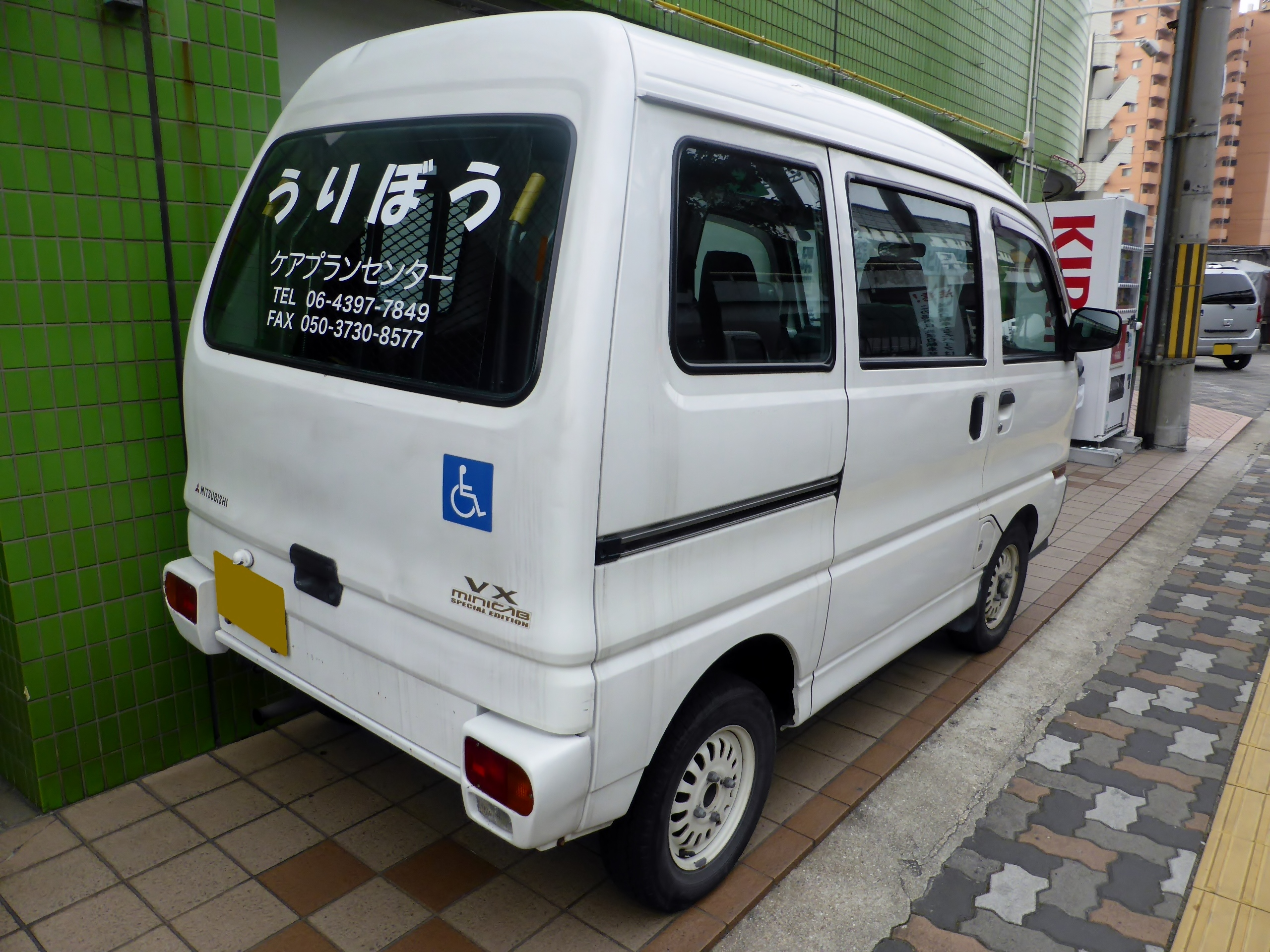
VX V30 SPECIAL EDITION特仕車車尾

### 第六代（燃油車：1999年-2014年，MiEV卡車：2013年-2017年，MiEV廂型車：2011年-2021年、2022年-2023年，EV廂型車：2023年迄今）
1999年 - 由於前一年日本當局修正輕型車規制，為了順應新制而在2月推出大改款。車頭略為向前突出以增加撞擊緩衝區，成為半平頭式（semi cab over），車體尺碼也加大。4月三菱Bravo的後繼車種三菱Town Box上市，算是第六代Minicab的乘用車版。
2002年 - 1月廂型車4WD五速手排車型廢除可切換「Hi」和「Low」兩種四輪驅動模式的副變速箱。
2003年 - 8月開始OEM製造日產NV100 Clipper/NT100 Clipper以供應日產汽車。
2004年 - 10月廂型車將駕駛座、助手席之安全氣囊列入標準配備，另剔除卡車四速自排的「TL」車型。
2006年 - 5月30日推出「40周年特別紀念」特仕車，不論卡車或廂型車車型皆包含鍍鉻進氣壩、附鍍鉻外框的頭燈、車身同色後照鏡、織布座椅、木紋中控台飾板等配備。廂型車另外加追前門電動車窗、Keyless免鑰匙感應門鎖系統、滑門與車尾門深色玻璃、內置喇叭的AM/FM收音機等配備。同年12月部分改良，統一車側後視鏡之長度、調整「40周年特別紀念」特仕車之若干配備，並追加農用車型「Minicab Minori」，具備耐磨耗輪胎、後輪三片葉片彈簧式懸吊系統等配備。
2007年 - 10月特殊車款「三菱Minicab Bi-Fuel」雙燃料車上市，可同時使用汽油與壓縮天然氣作為燃料。12月實施小改款，更新車頭格柵的設計、雙色儀表板及液晶里程表、後座新增三點式ELR安全帶等。
2009年 - 10月發售「黑Truck」、「黑Van」特仕車，前者以附帶空調的「V Type」車型為基礎，外加專屬黑色車身、鍍鉻進氣壩與頭燈外框、內置喇叭的AM/FM收音機、動力方向盤等配備；後者則以高頂的「CD」車型為基礎，外加專屬黑色車身、鍍鉻進氣壩與頭燈外框、內置喇叭的AM/FM收音機等配備。
2011年 - 11月再次實行小改款，廂型車的第三煞車燈改成LED燈，「CL」車型採用鍍鉻進氣壩、車身同色後視鏡、大型化頭枕（同時適用「CD」「CL」及卡車車型），追加鈦灰色金屬車色，「CD」與「CL」降價故取消「CS」車型。
2013年 - 5月30日傳出原廠決定停止生產使用汽油引擎的輕型商用車，8月29日則宣布往後的燃油車型由鈴木汽車OEM代工，同年11月停止供應日產NV100 Clipper/NT100 Clipper給日產汽車。直到翌年2月26日，才將第六代Minicab的燃油車型悉數出售完畢。

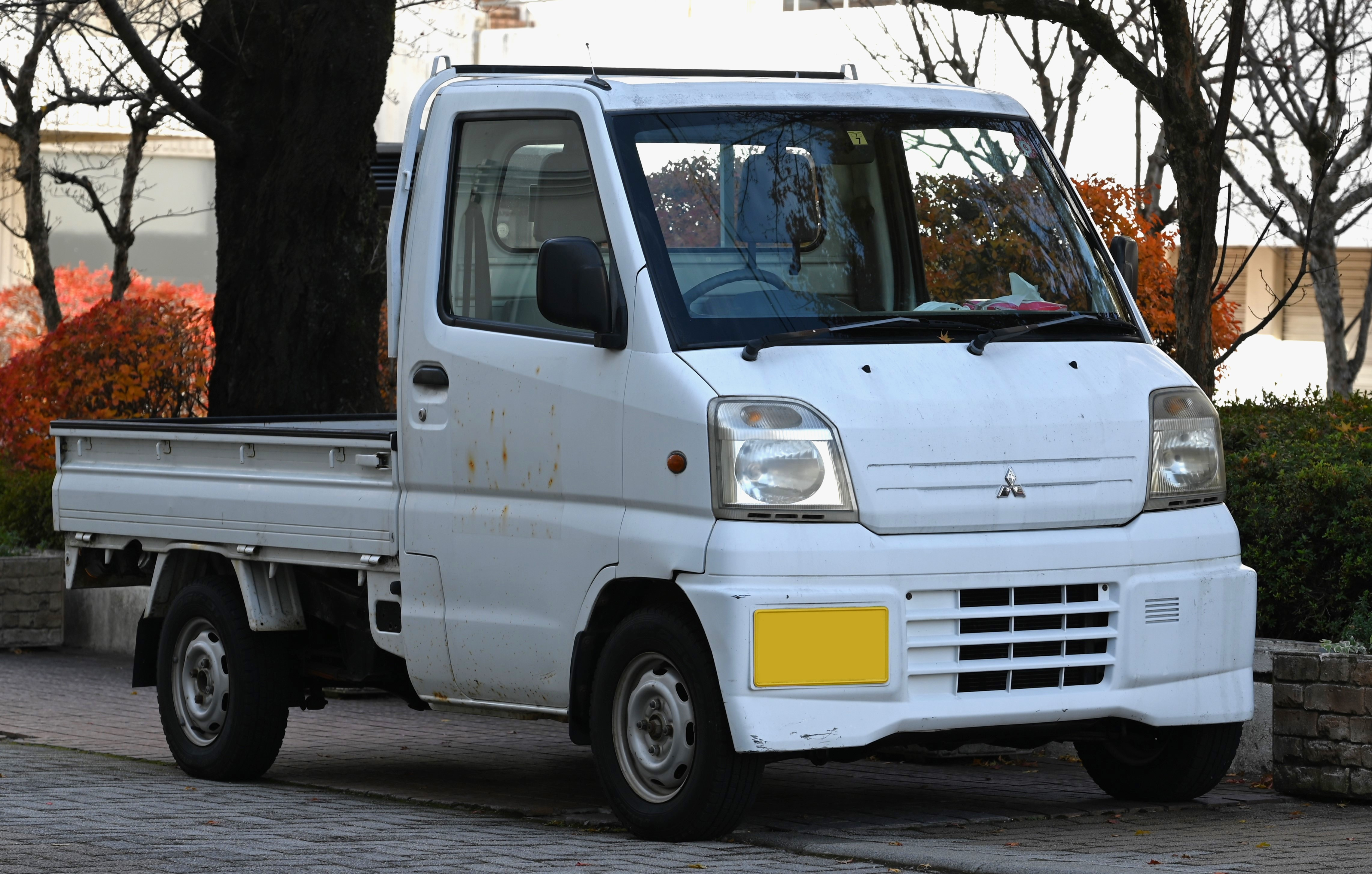
前期型卡車車頭
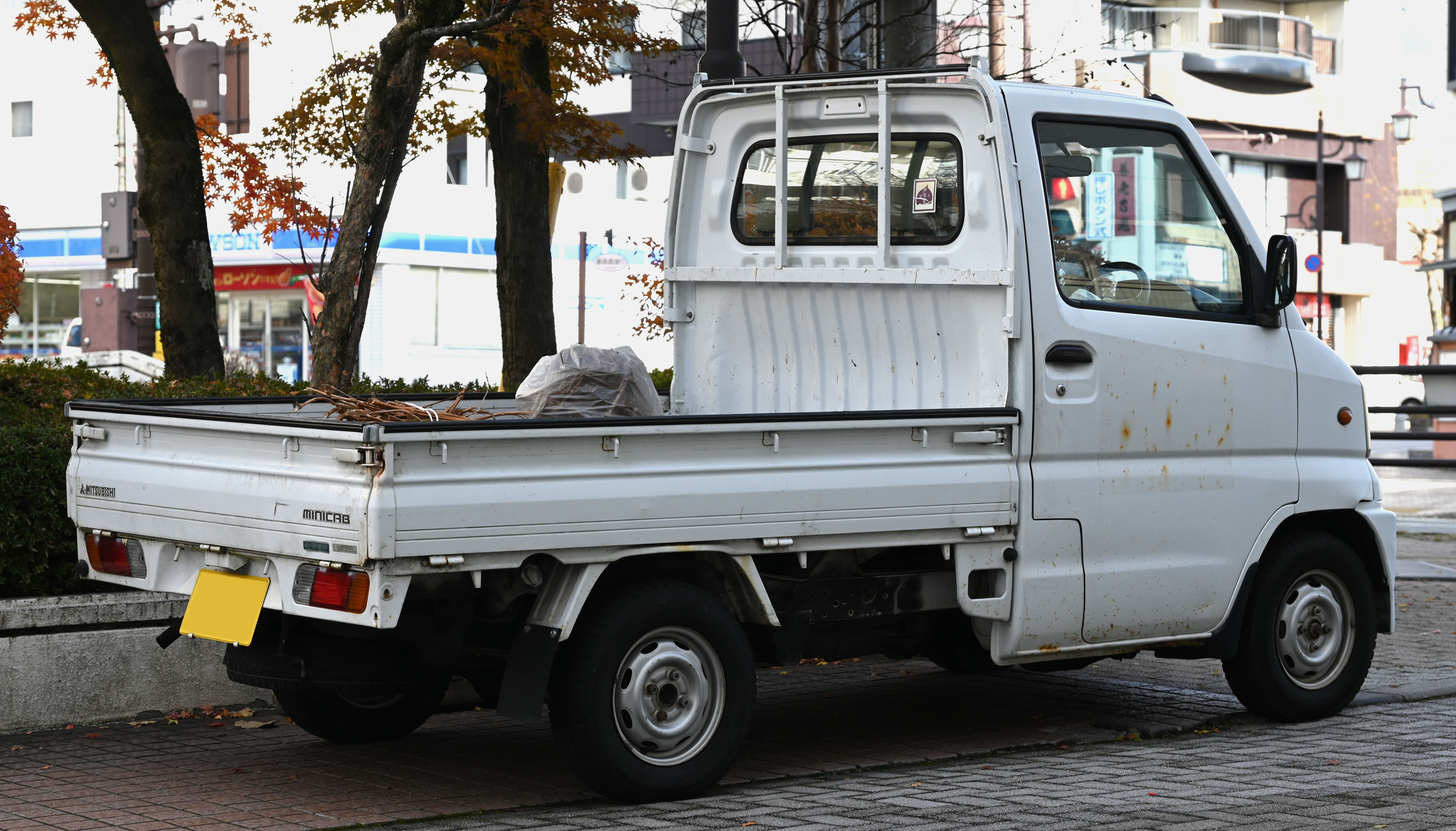
前期型卡車車尾
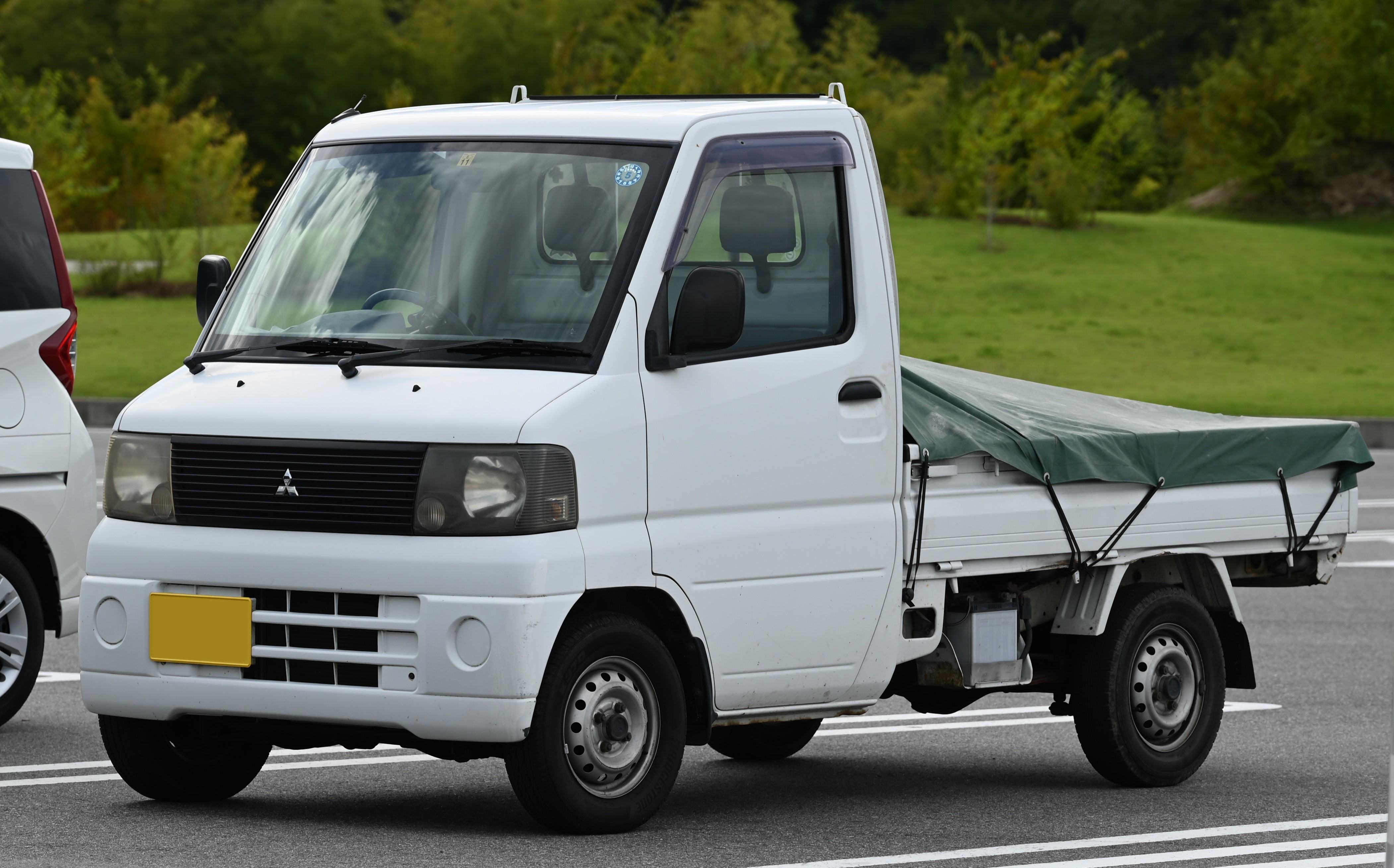
中期型卡車車頭
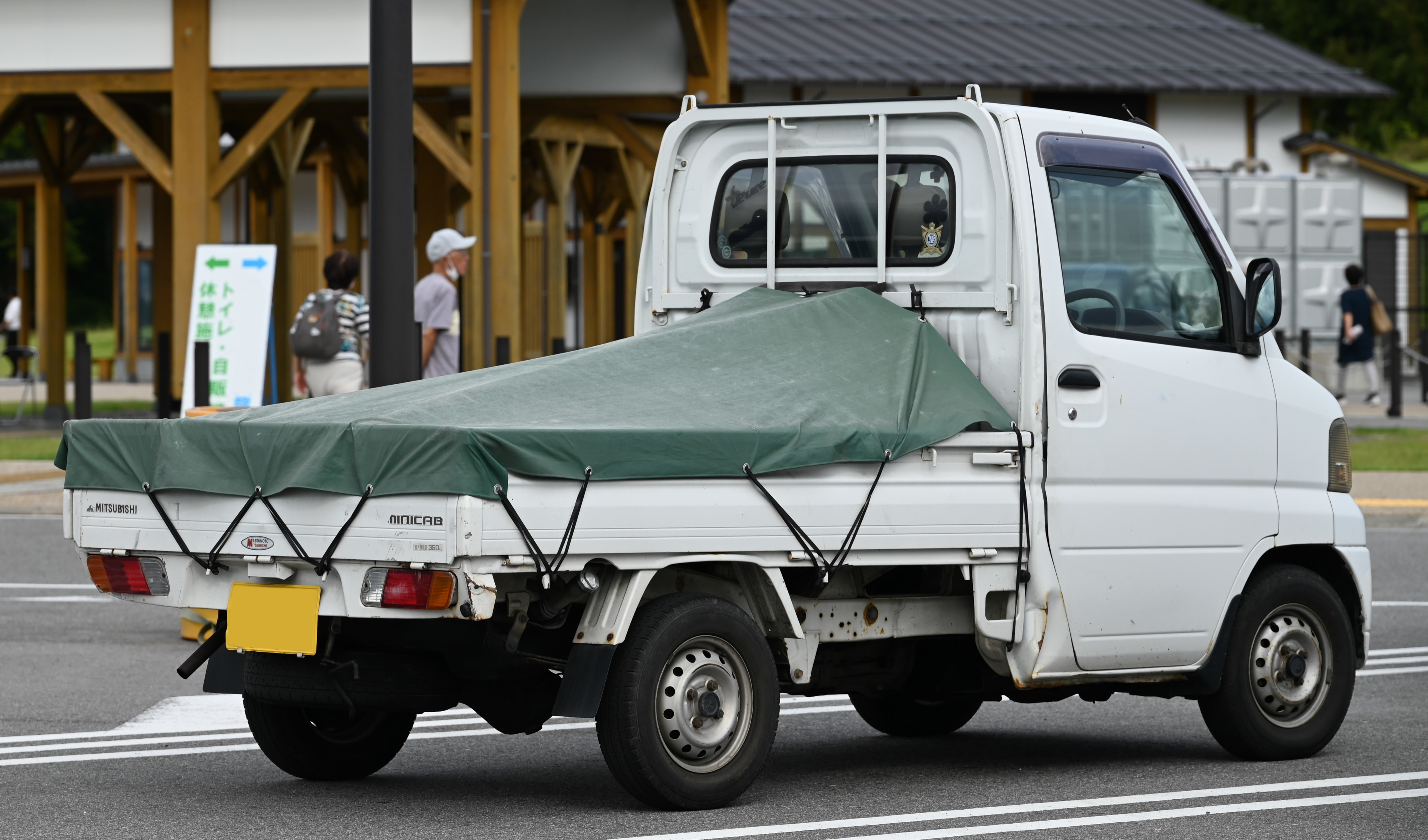
中期型卡車車尾
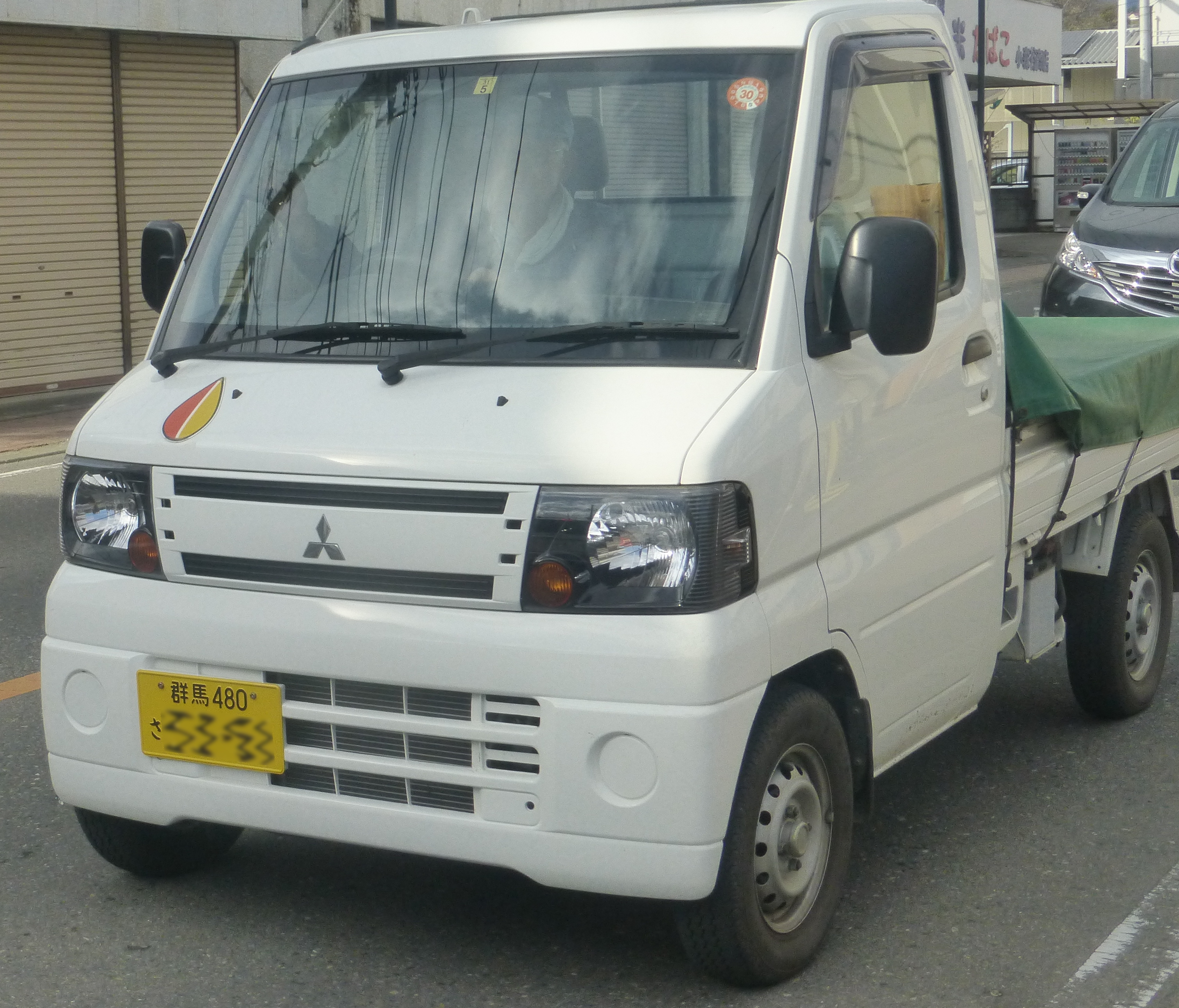
後期型卡車車頭
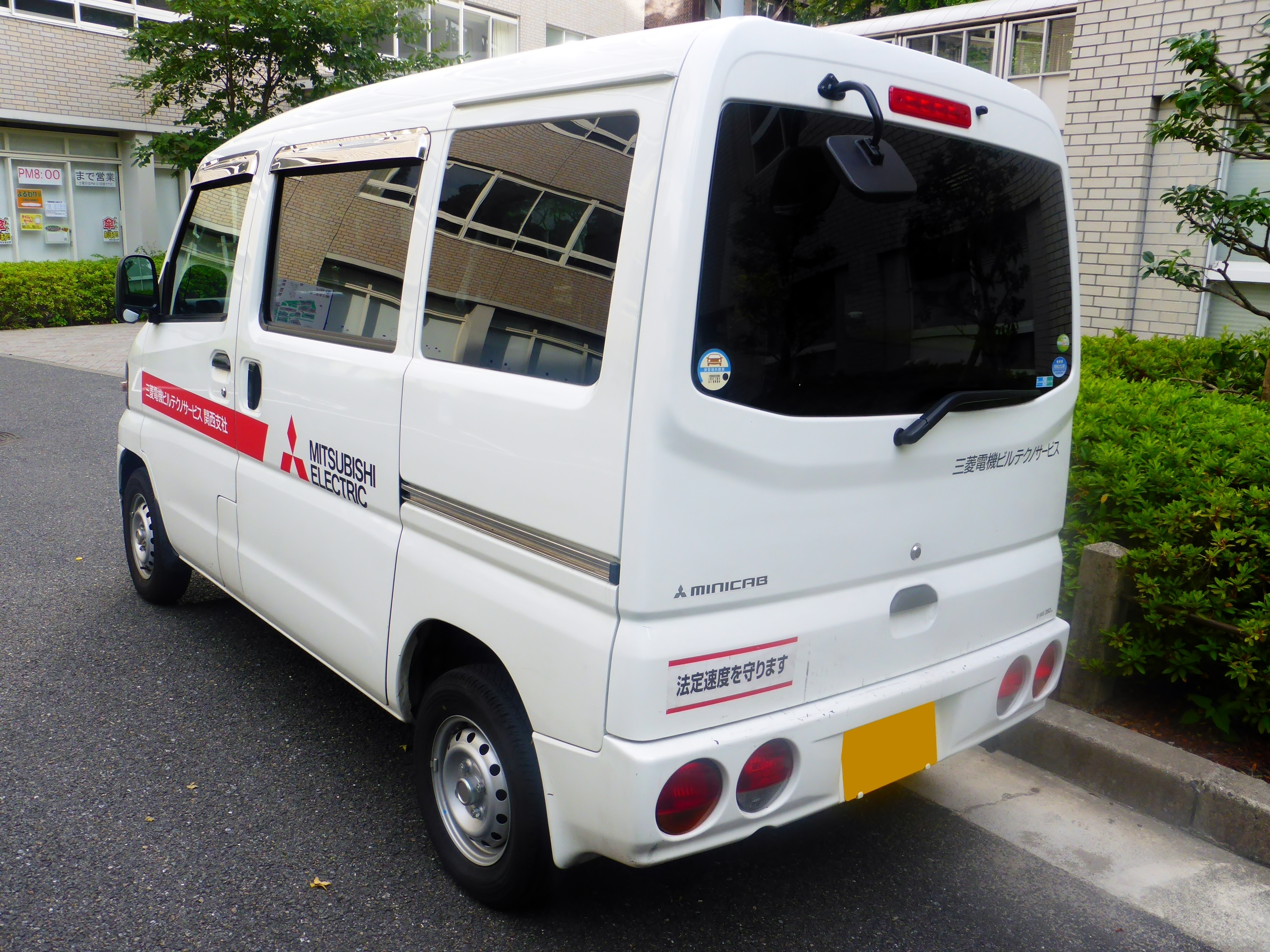
後期型廂型車車尾

#### 三菱Minicab MiEV
2010年 - 該車款乃應用三菱i-MiEV之技術，自10月起與大和運輸合作，將原型車借給該公司進行運輸實驗。
2011年 - 12月8日正式發售，所搭載的東芝製電池分成10.5kWh（續航里程約100公里）、16.0kWh（續航里程約150公里）兩種，故分成「CD（10.5kWh）」與「CD（16.0kWh）」兩種車型。兩種車型皆可選雙人座或四人座，前者僅有高頂型，後者則多出標準平頂之車頂。車重比汽油車款多了200公斤，儀錶板沿用i-MiEV，並將備用輪胎移至車內。
2013年 - 1月17日正式推出卡車，僅有「VX-SE 10.5kWh」一種車型，急速充電機能列入選購項目。
2014年 - 雖然2月27日原廠發表第七代Minicab車型，但Minicab MiEV仍繼續販售。同年10月9日實行部分改良，當駕駛者停止踩踏電子油門踏板時，再生制動功能啟動後減速，同時煞車燈自動亮起。充電時若沒有正確排入P檔，車輛新增蜂鳴器警告功能。廂型車之價格降幅約27萬日圓，卡車的降幅則大約25萬，後者另可加價購置Keyless免鑰匙感應門鎖系統。
2015年 - 7月29日全車系將急速充電功能列入標準配備。
2016年 - 5月11日三菱汽車坦承油耗測試數據造假，暫時停止製造及銷售該車款，直至同年8月30日向國土交通省申報修正後之油耗測試數據。
2017年 - 1月16日整理車型，只剩「CD（16.0kWh）」一種，Keyless免鑰匙感應門鎖系統追加可遠端遙控空調啟動之新功能，駕駛座與助手席的座椅加熱功能、電動窗列為標配。由於銷售成績欠佳，5月31日停售卡車車型。
2021年 - 因為銷售毫無起色，3月31日決定停產。根據日本輕型車協會聯合會發布的統計數字，該車款總共出售了11,510輛。

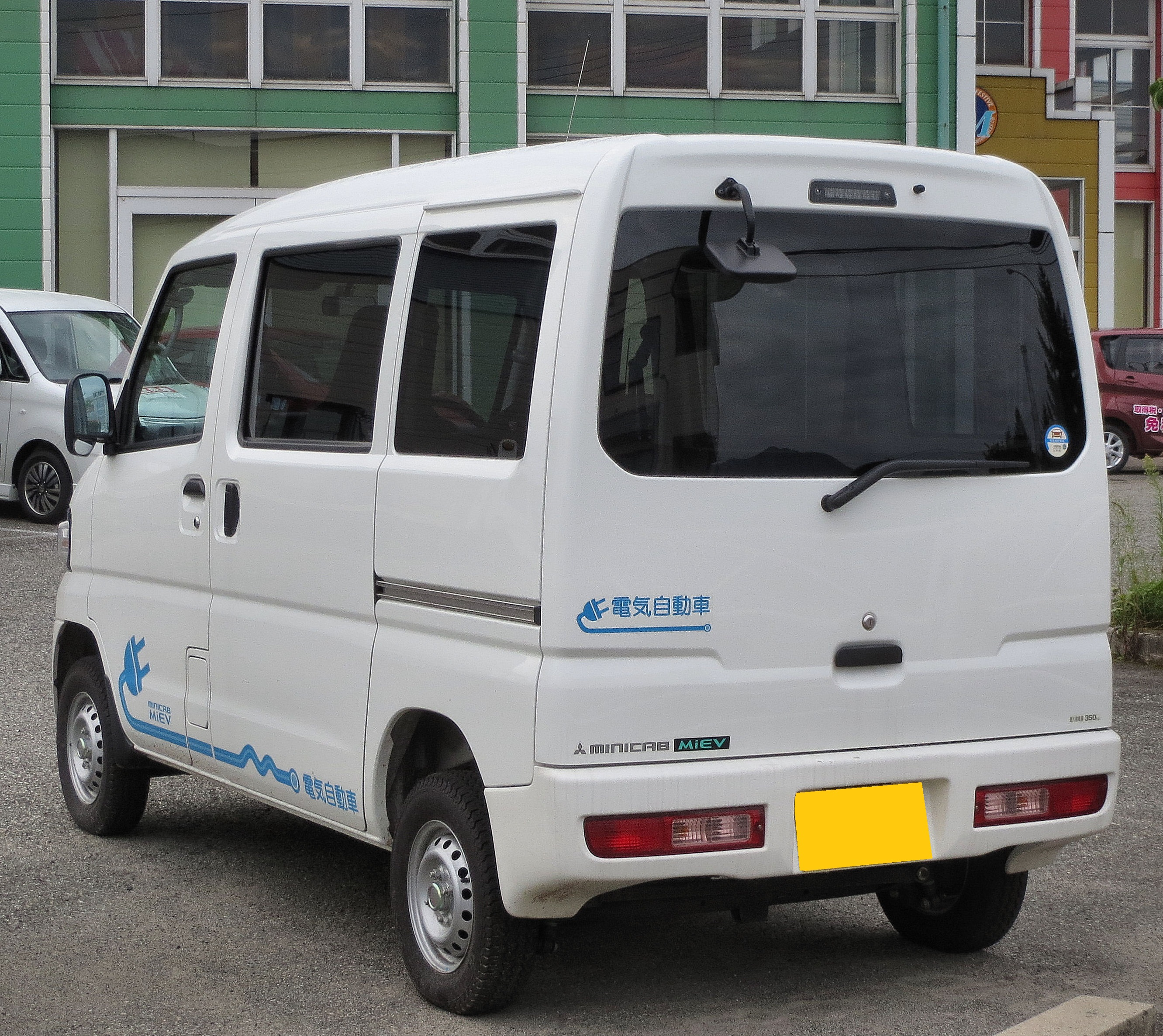
廂型車車尾
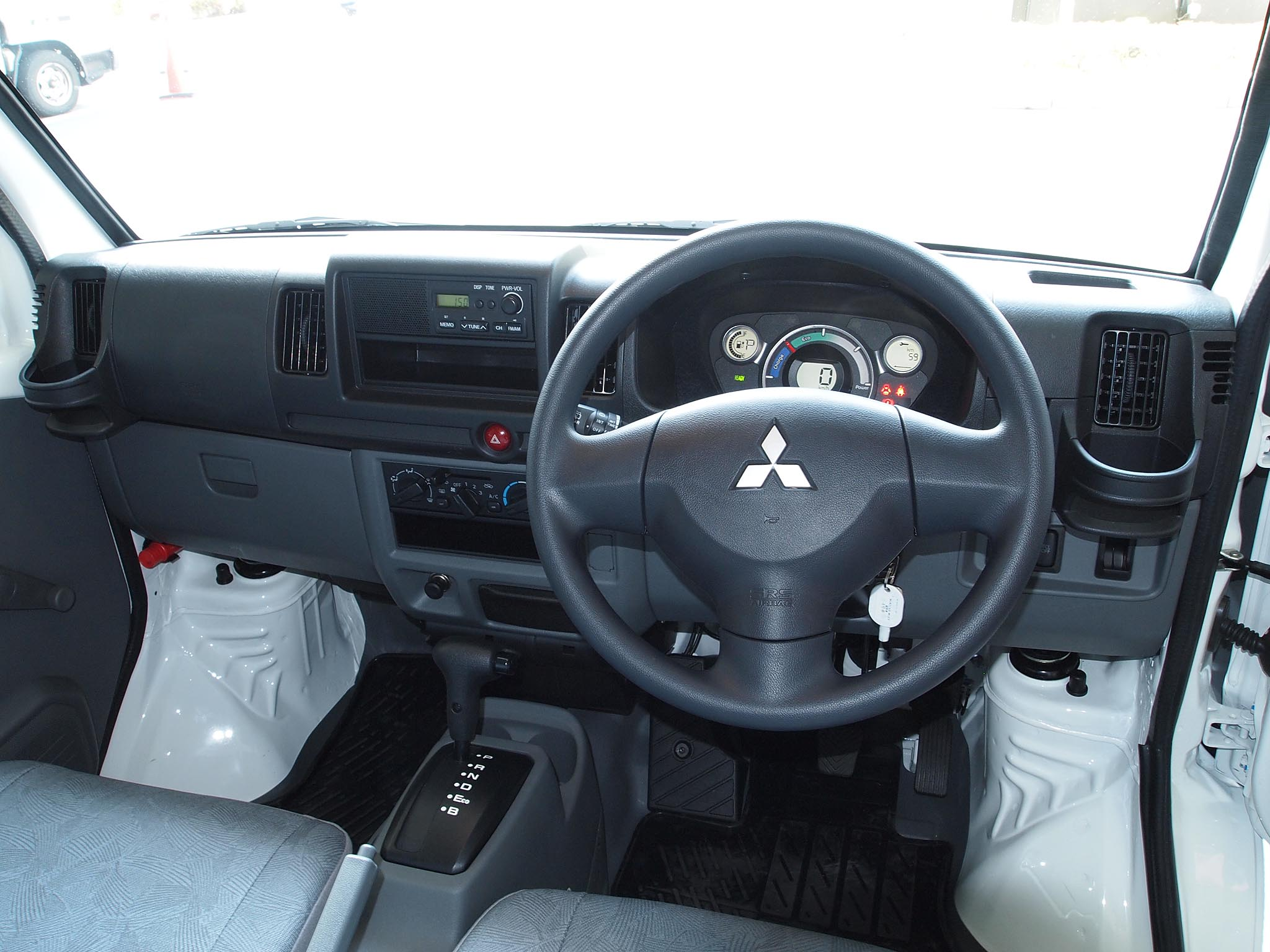
儀錶板
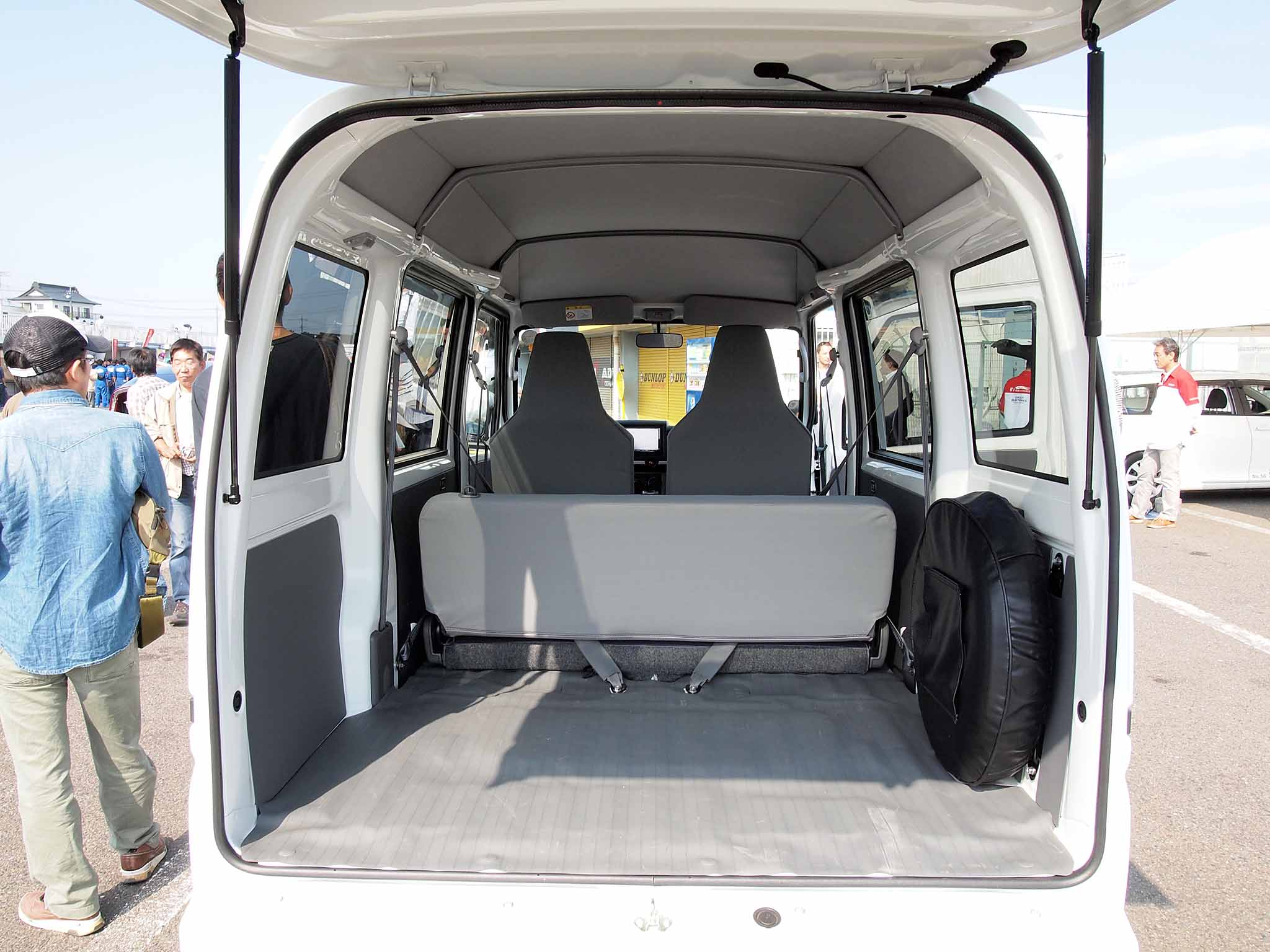
備用輪胎設置於車廂內

#### 三菱Minicab EV
2022年 - 由於全球減碳趨勢增強，來自物流運輸業者的洽購增加，11月24日原廠罕見地宣布再度恢復生產。
2023年 - 2月16日原廠宣布與印尼合資企業MMKI公司（Mitsubishi Motors Kurama Yudha Indonesia）合作，使得前者首度在海外生產純電車，以就近供應東協市場。12月21日於日本市場重新上市，外觀上並沒有太大變化，但大幅度改良馬達和電池之下僅有「CD 20.0kWh」一種車型，亦即加大電池容量至20.0kWh，故WLTC模式下的續航里程可達180公里。馬達與逆變器改成一體化設計，兼顧效率提升及行駛平穩，具備42ps馬力及20kg·m扭力。雙人座車型具有350公斤的最大載重能力，四人座則為200公斤。200V 15A AC慢充需要7.5小時充飽電，60A以上的快充則花費42分鐘可充至80%；額外加價可選購位於中控台下方的AC 100V插座（最大1.5kW）。在安全輔助方面，三菱e-Assist技術包括FCW前車碰撞警示、LDW車道偏離警示、AHB自動遠光燈、UMS誤踩油門抑制、爬坡輔助等功能。
2024年 - 2月12日兄弟車「日產Clipper EV」正式發售，這是相隔10年3個月以來三菱汽車再度幫日產汽車換牌代工生產。同年2月16日正式在印尼市場發售，稱之為「三菱L100 EV」。7月8日日本郵政株式會社下單訂購3千輛作為集配用車輛，事實上自2013年以來已購置超過5千輛，算是Minicab MiEV/EV的大客戶。8月22日原廠也宣布印度尼西亞郵政採購三菱L100 EV，這是該國新首都努山塔拉首次出現的電動物流車。

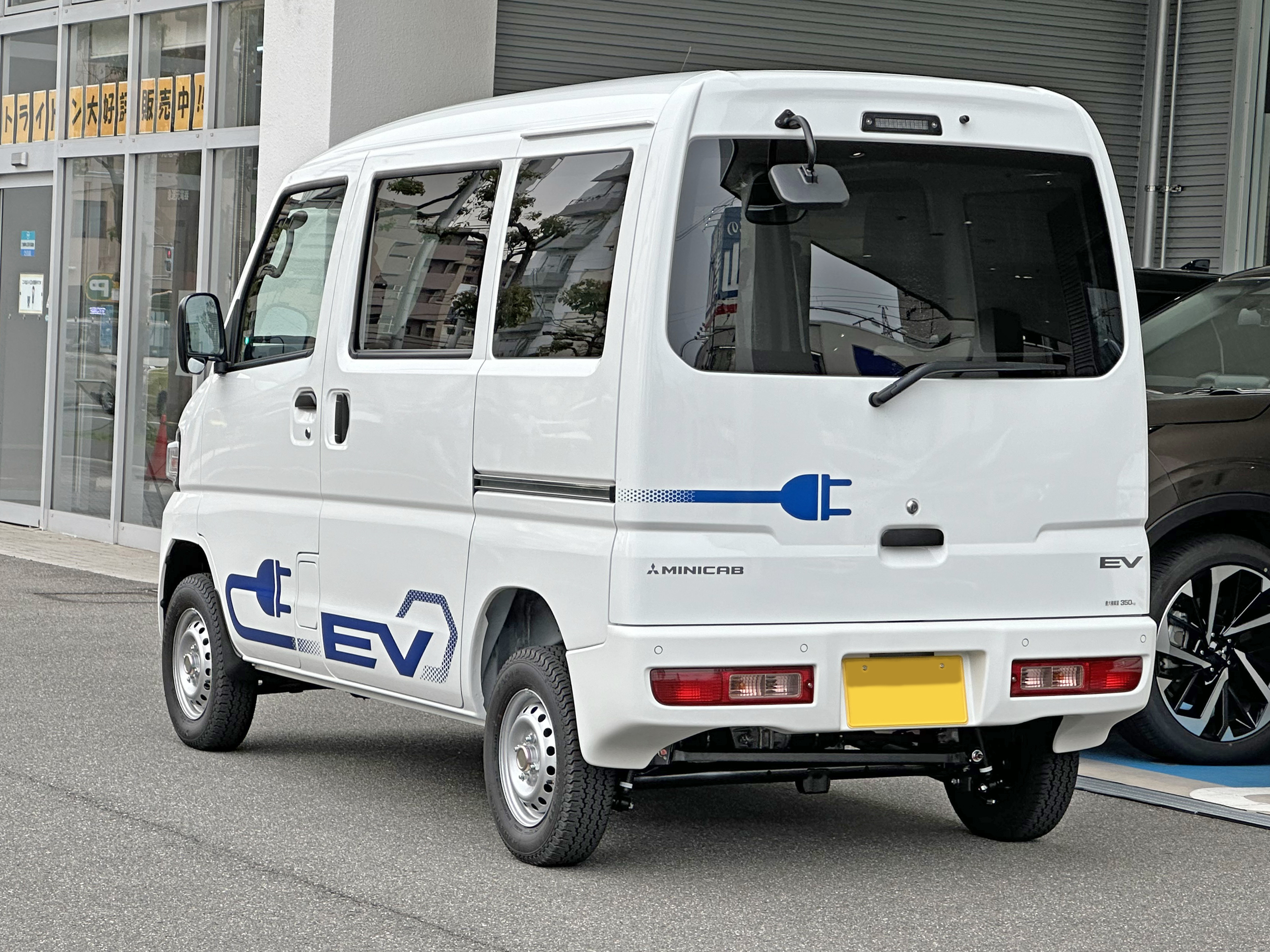
廂型車車尾
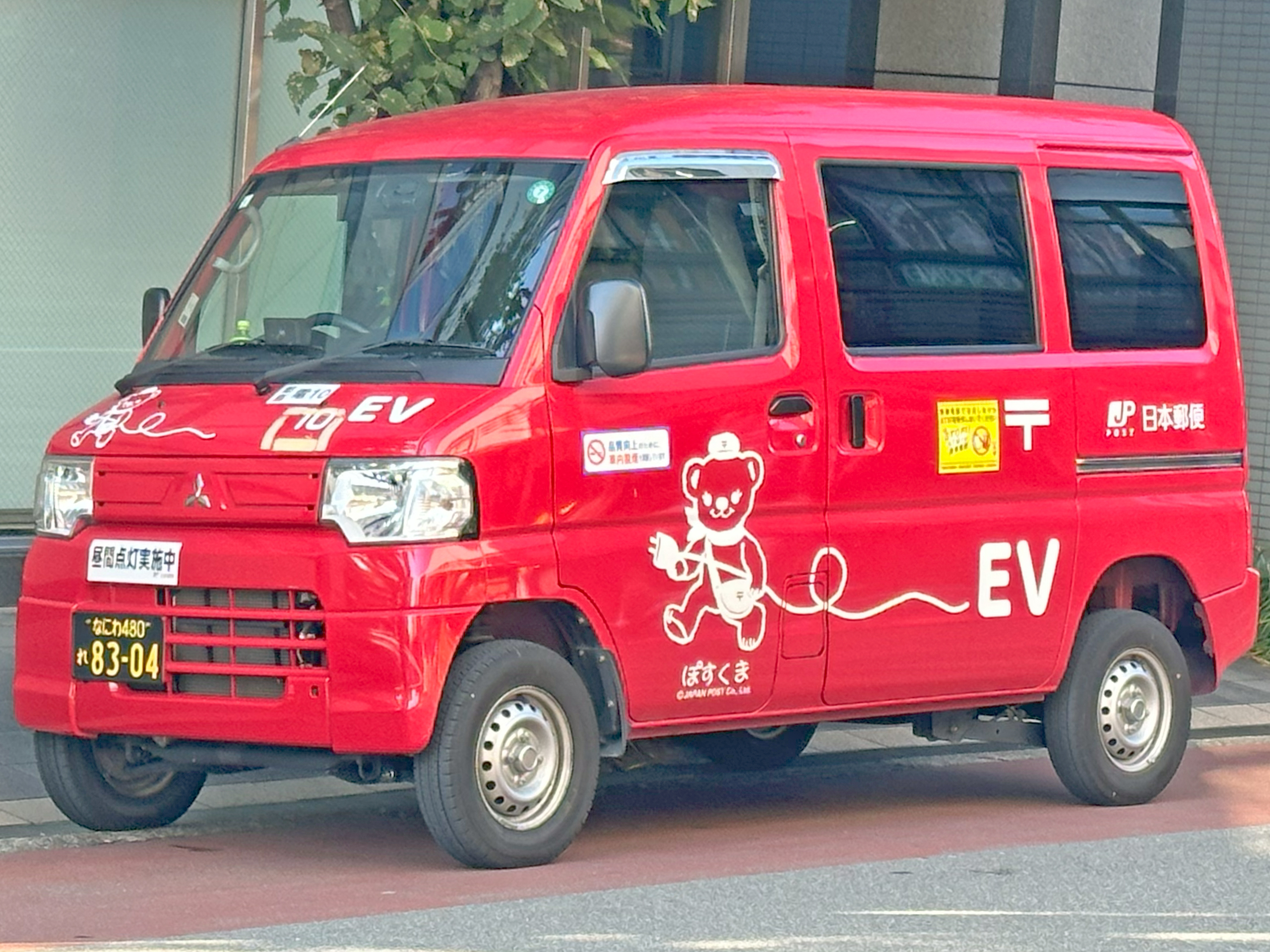
日本郵政

### 特裝車
由於日本的輕型卡車市場競爭劇烈，為了與其他對手抗衡，三菱汽車也曾推出以下特裝車輛：
- 1991年：第五代Minicab只要按下一個按鈕便可以收縮後輪懸吊系統、降低車斗高度，幾乎可以加價安裝在所有卡車車型上；大發Hijet（日语：ダイハツ・ハイゼット）也推出類似的功能。
- 1994年：第五代Minicab曾推出履帶特裝車，同級競爭對手本田Acty（日语：ホンダ・アクティ）、大發Hijet也有類似的特裝車型。由於履帶的協力供應廠商各異，因此形式也各自不同。後來三個車款改朝換代之後，這個特裝車便消失了。

- 1999年：第六代Minicab上市時為了對抗大發Hijet Deckvan（日语：ダイハツ・ハイゼットデッキバン），曾推出「三菱Minicab DoubleCab」特裝車。該車款的特色是廂型車的C柱之後削去天花板，留下長740mm、寬1,360mm的露天車斗[36]。

- 2002年：對手大發Hijet Jumbo（日语：ダイハツ・ハイゼットジャンボ）和鈴木Super Carry皆有推出擴大車斗後方的車型，於是第六代Minicab也依法炮製推出「三菱Minicab SuperCab」，至於OEM供應給日產汽車的則稱作「日產NV100 Clipper KingCab」。

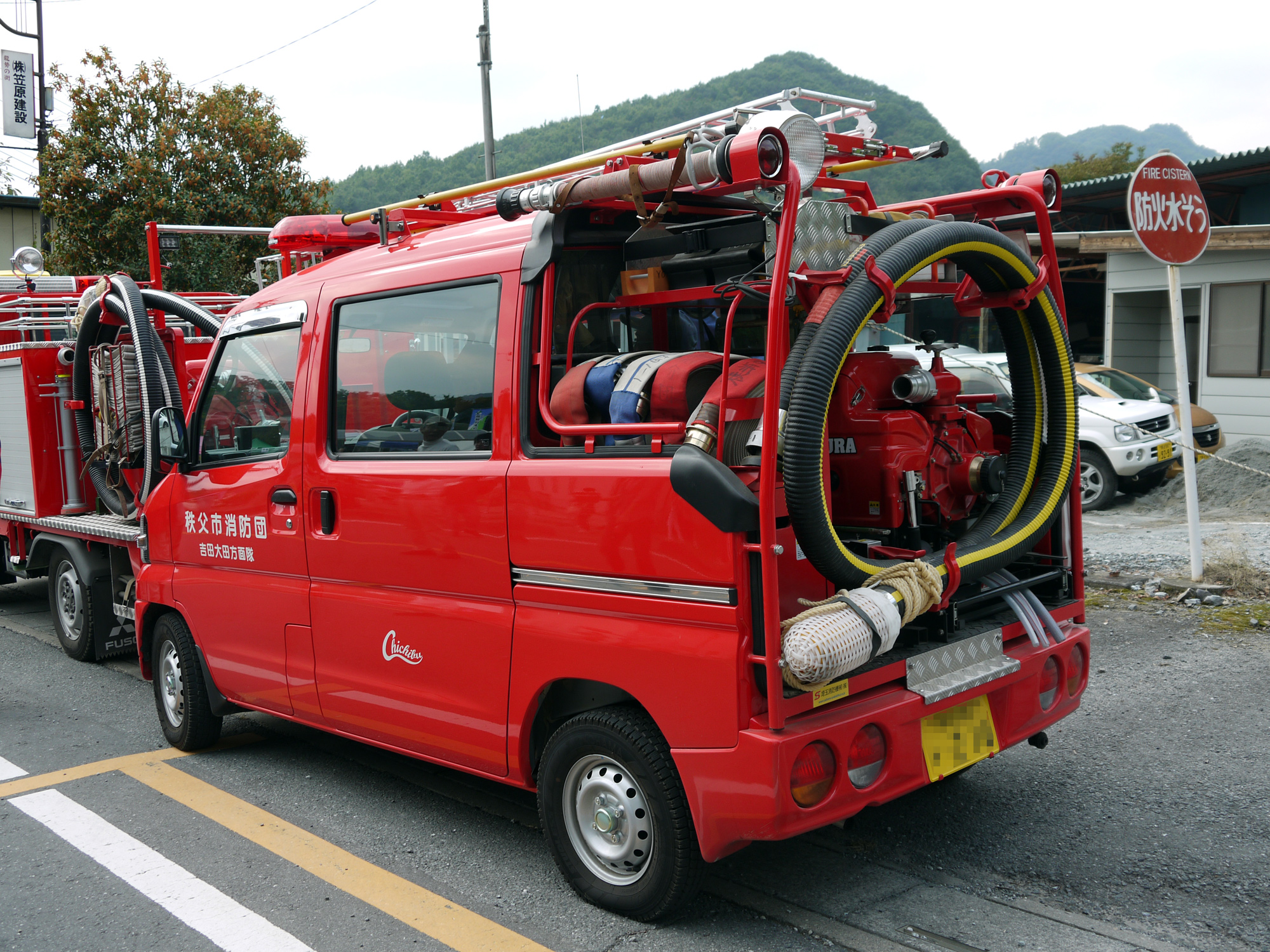
秩父市消防隊使用三菱Minicab DoubleCab作為消防車

## 歷史（鈴木代工製造時期）
由於2013年鈴木汽車與馬自達汽車、三菱汽車、日產汽車等陸續簽訂OEM代工協議，鈴木Every與鈴木Carry也換牌成馬自達Scrum、日產NV100 Clipper / Clipper Rio、三菱Minicab Van / Truck、三菱Town Box等車款，造成日本車壇上共有4款兄弟車共同競逐的局面。此外，2015年2月鈴木Every實施大改款，隔月Minicab廂型車型亦跟進，導致全新的第8代廂型車與持續銷售的第7代卡車產生世代差異，這在日本車壇也是一個頗為奇特的現象。

### 燃油廂型車
詳情請參照鈴木Every。

#### 第七代（2014年-2015年）
2014年 - 2月27日以第五代鈴木Every換牌而成的大改款Minicab上市，是為第七代；同時仍維持Minicab MiEV的販售。加大後車門開口面積，並降低車室地板高度，以便提高裝載便利性。手排或自排的排檔桿移至方向盤機柱後方，四輪驅動車型在行駛時可切換2WD/4WD模式。動力心臟有二種選擇：658c.c.直列三缸DOHC K6A型引擎、658c.c.直列三缸DOHC K6A型渦輪增壓引擎（附中冷器）。外觀方面與鈴木Every幾無差異，僅改變商標銘牌，車色塗裝選擇也一樣。由於鈴木Every在2015年2月便發表大改款，第七代Minicab只發售了1年1個月左右。

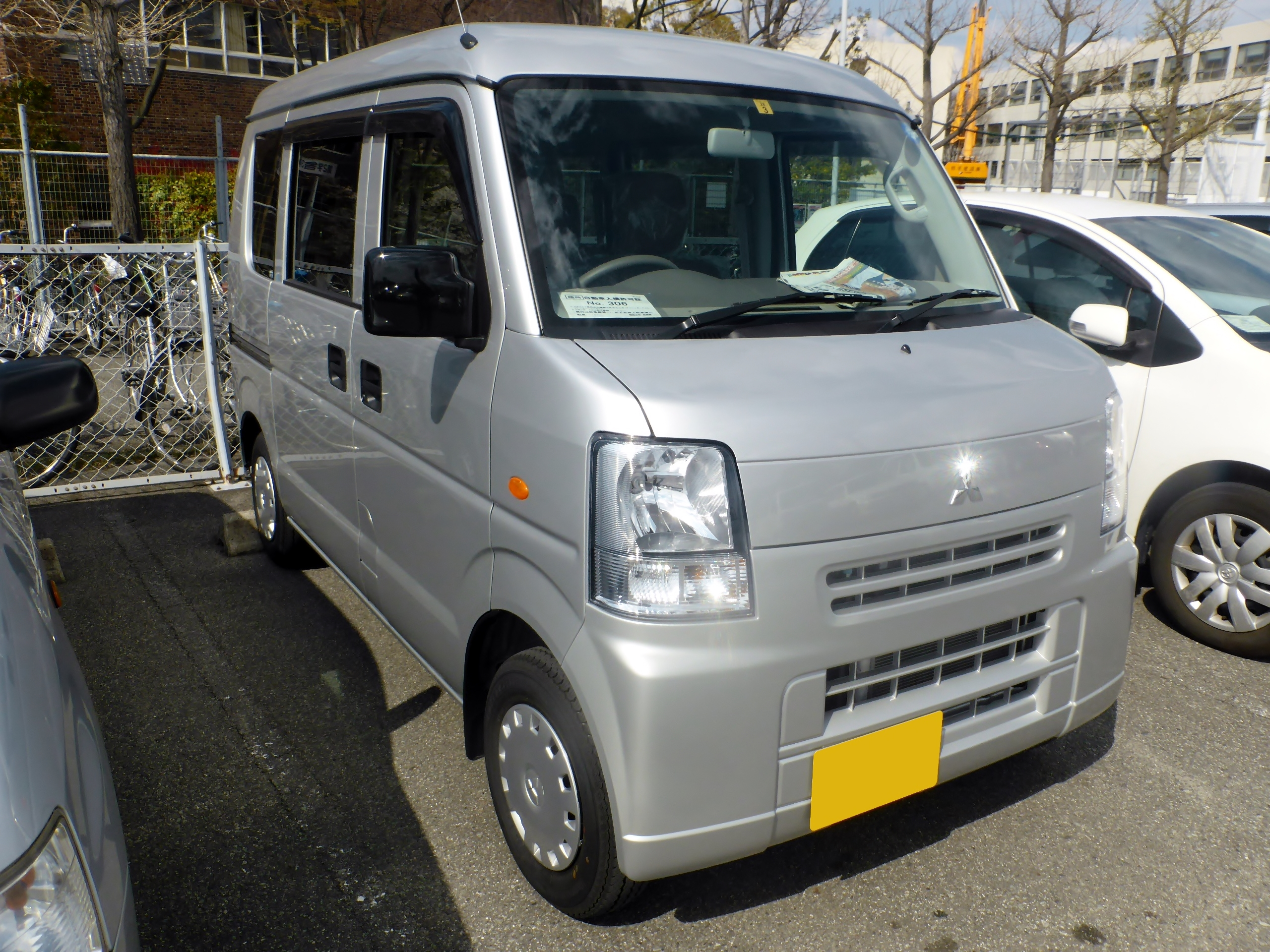
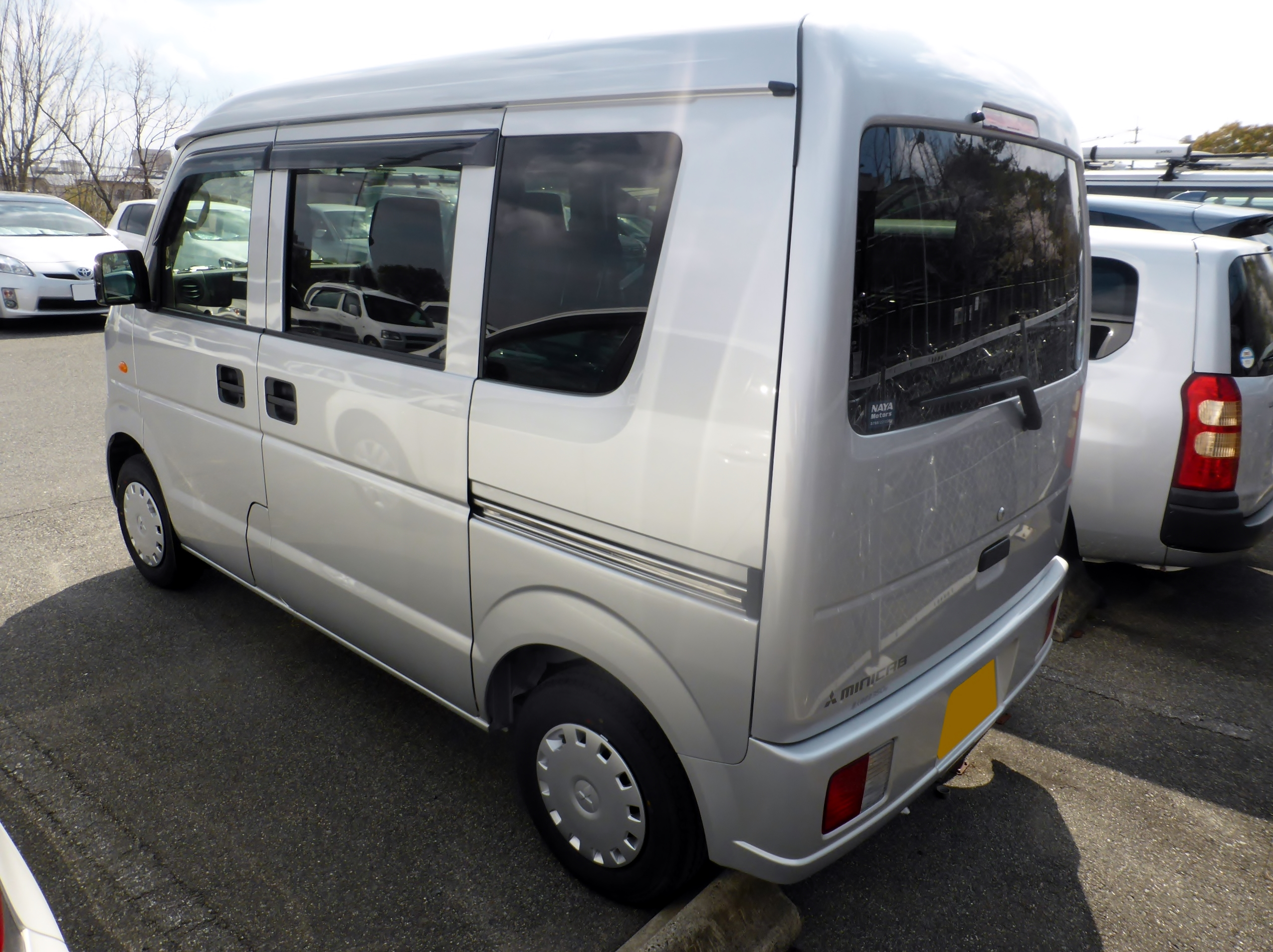

#### 第八代（2015年迄今）
2015年 - 3月6日原廠宣布大改款的第8代Minicab和三菱Town Box一同上市，動力心臟改換成658c.c.直列三缸DOHC R06A型渦輪增壓引擎（附中冷器），可輸出64hp / 6,000rpm的馬力和9.7kg·m / 3,000rpm的扭力；另一具則是658c.c.直列三缸DOHC VVT R06A型引擎，具備49hp / 5,700rpm、6.3kg·m / 3,500rpm的功率輸出。至於變速系統，則可選擇五速手動排檔、四速自動排檔、五速AGS自手排半自動排檔等。在內裝方面，軸距延長至2,430mm，尾門與車側滑門的開口面積加大且降低車室地板高度，儀表板變更設計，「G」、「Bravo」、「Bravo Turbo」等車型配置頂篷文件夾。此外，「Bravo Turbo」車型更搭載了該公司商用車款首見的FCM-City主動式智慧煞車輔助系統、抑制誤踩油門系統、ASC車身動態穩定系統、緊急停車警告系統等。
2016年 - 3月17日實施部分改良，「M」的5AMT車款、「G」、「Bravo」等車型新增2檔起步模式，可在空車或輕度載貨時平穩起步前進。
2017年 - 5月25日再度部分改良，「M」、「G」車型將第二排座椅的固定扣改為可倒式，以消除後座前傾時的突起；「Bravo」、「Bravo Turbo」將前座中央扶手納入標配；原本只有「Bravo Turbo」車型擁有的4AT變速箱下放給所有車型。
2019年 - 7月11日與三菱Town Box一起小幅度改良，「Bravo Turbo」車型標配的e-Assist駕駛輔助系統改成以前置鏡頭偵測，可偵測到前方行人。FCM主動式智慧煞車輔助的作動速度從30至100km/hr，抑制誤踩油門系統在倒車時也可對應，同時新增倒車煞車輔助、車道偏離警示、車體搖晃警示、先行車起步通知、車燈遠光輔助等功能。此外，調整部分車型，以及新增車色塗裝。
2021年 - 9月24日與三菱Town Box一起進行小幅度改良，ASC車身動態穩定控制、頭燈自動啟閉等系統成為全車系標準配備，「M」車型新增上坡輔助系統。
2022年 - 4月21日與三菱Town Box一起實施部分改良，引擎進氣側改採VVT可變氣門正時，並且4AT車型新增怠速熄火系統。廢除「Bravo Turbo」車型而改以「Bravo」取代，並擁有金屬綠之專屬車色。
2024年 - 3月14日和三菱Town Box一起實施部分改良，「M」、「G」、「Bravo」等三種車型改為該車款有史以來首度的CVT無段自動變速器，並加裝卡車車型才有的泥濘通過輔助功能。4WD車型由傳統機械式改為電子控制式，可切換「2WD」、「4WD AUTO」、「4WD LOCK」等三種模式。新設可選擇5MT或4AT的入門級「E」車型，「M」車型的五速AGS自手排則停止供應。「Bravo」車型增加LED頭燈、Keyless免鑰匙感應門鎖系統、後座雙側電動滑門開關、前座雙側遮陽板化妝鏡、駕駛座加熱功能、助手席椅背桌板等配備；全車系則列入倒車雷達與儀表板圖示等標準配備。

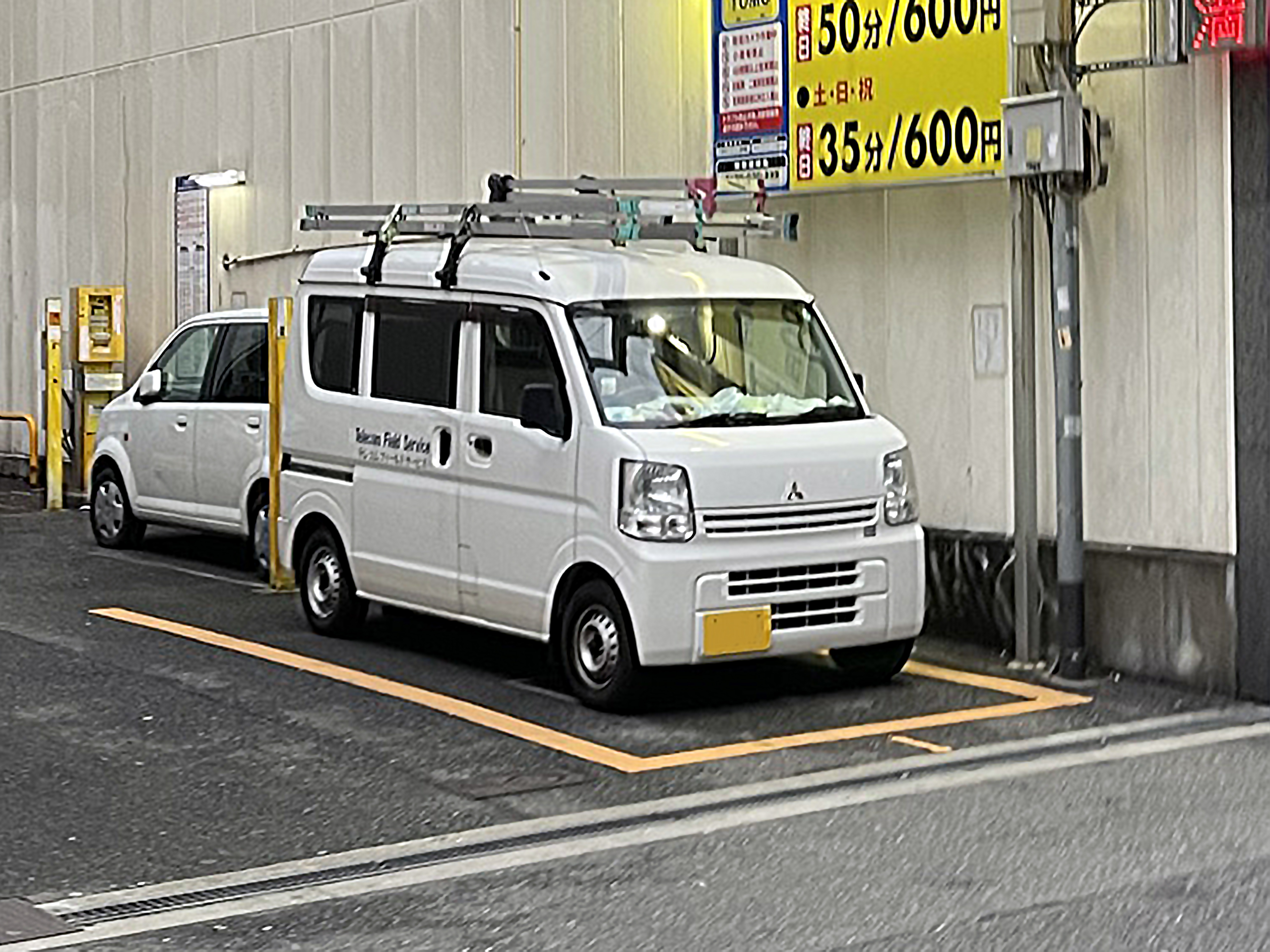
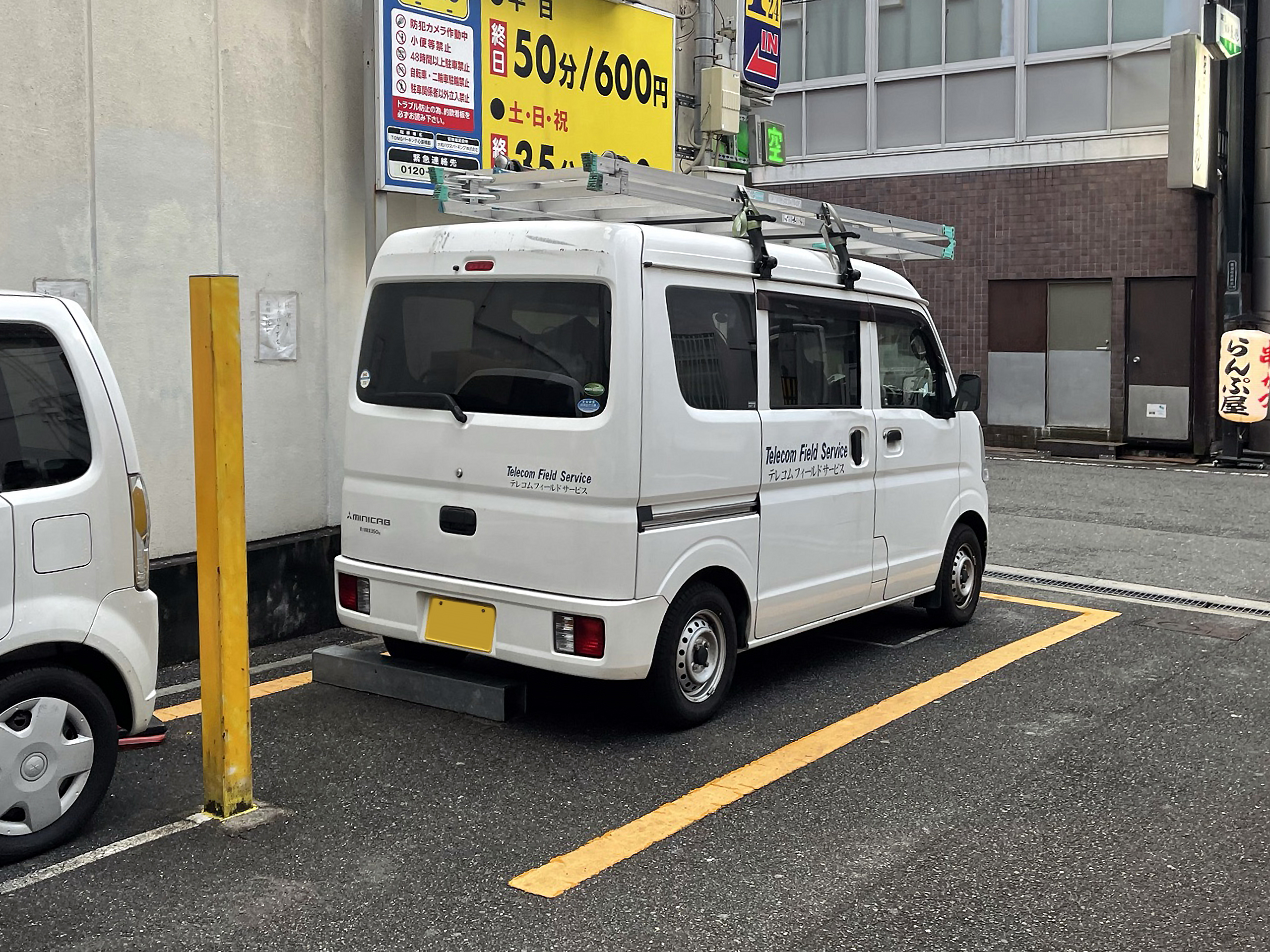

### 燃油卡車
詳情請參照鈴木Carry。

#### 第七代（2014年迄今）
2014年 - 2月27日實施大改款，以第十一代鈴木Carry為基底換上自家的廠徽銘牌。轉向機構封罩改小並調整座椅，使得車室空間顯得寬闊。車斗長度2,030mm、距離地面高度650mm，增加工作便利性。此外重防鏽車型的防鏽鋼板塗佈面積達95%，甚至連車架也經過防鏽處理。動力心臟為658c.c.直列三缸DOHC VVT R06A型引擎，可輸出50ps / 5,700rpm的最大馬力、6.4kg・m / 3,500rpm的最大扭力。引擎採取向助手席側傾斜的縱置式佈局，VVT機構則置於進氣側。冷卻器移往座椅下方、引擎正前方，不但減少冷卻水用管、削減冷卻水量，也廢除冷卻風扇。由於軸距縮短，最小迴轉半徑也變成3.6公尺。
2015年 - 9月3日進行部分改良，重新調校引擎使得油耗表現提升，5MT的2WD車型可達19.8km/L、4WD車型則是19.6km/L；3AT的2WD車型是17.2km/L、4WD車型為17.0km/L。駕駛座與助手席的椅面加大，全車系將空調濾網列入標配。後車斗門新設掛勾，車斗底板也改成100%防鏽。
2017年 - 11月22日再次實行部分改良，ABS防鎖死煞車系統、助手席安全氣囊、助手席安全帶預緊器等列入全車系之標準配備，且新增點菸器，擴大手套箱的空間。「G」車型的AM/FM廣播及CD播放器自1DIN改成2DIN型。
2018年 - 6月7日全車系導入e-Assist安全科技，前後各加裝2顆超音波感應器，可抑制前進或後退時誤踩油門。
2019年 - 9月24日再實施部分改良，「G」車型標配的e-Assist駕駛輔助系統改成以前置鏡頭偵測，可偵測到前方行人。FCM主動式智慧煞車輔助的作動速度從30至100km/hr，抑制誤踩油門系統在倒車時也可對應，同時新增倒車煞車輔助、車道偏離警示、車體搖晃警示、先行車起步通知、車燈遠光輔助等功能。此外，ASC車身動態穩定控制系統列入全車系標配，上坡輔助系統列入3AT車型之標配。
2021年 - 將高階「G」車型的標準配備下放給其他中低階車型，「Minori」車型強化成四片葉片彈簧式後輪懸吊系統，可提高裝載貨物時的穩定性。配置差速鎖定裝置的「Minori」、「G」車型的2WD / 3AT車配有煞車LSD牽引控制裝置，當行駛泥濘道路時偵測到某一輪打滑空轉，則自動鎖住空轉輪，並向另一輪傳遞動力以便使車輛脫困。
2022年 - 4月21日與廂型車、三菱Town Box一起實施部分改良，引擎進氣側改採VVT可變氣門正時，並且廢除3AT、改設4AT車型，新增怠速熄火系統。
2024年 - 5月27日再次實行部分改良，5MT車型新增AS&G怠速熄火系統，全車系將[[倒車雷達]納入標配。「G」車型新增LED頭燈、電動收摺後視鏡，並推出新的車色塗裝。「M」和「Minori」車型將Keyless免鑰匙感應門鎖系統、自動車門上鎖、電動車窗列入標準配備。

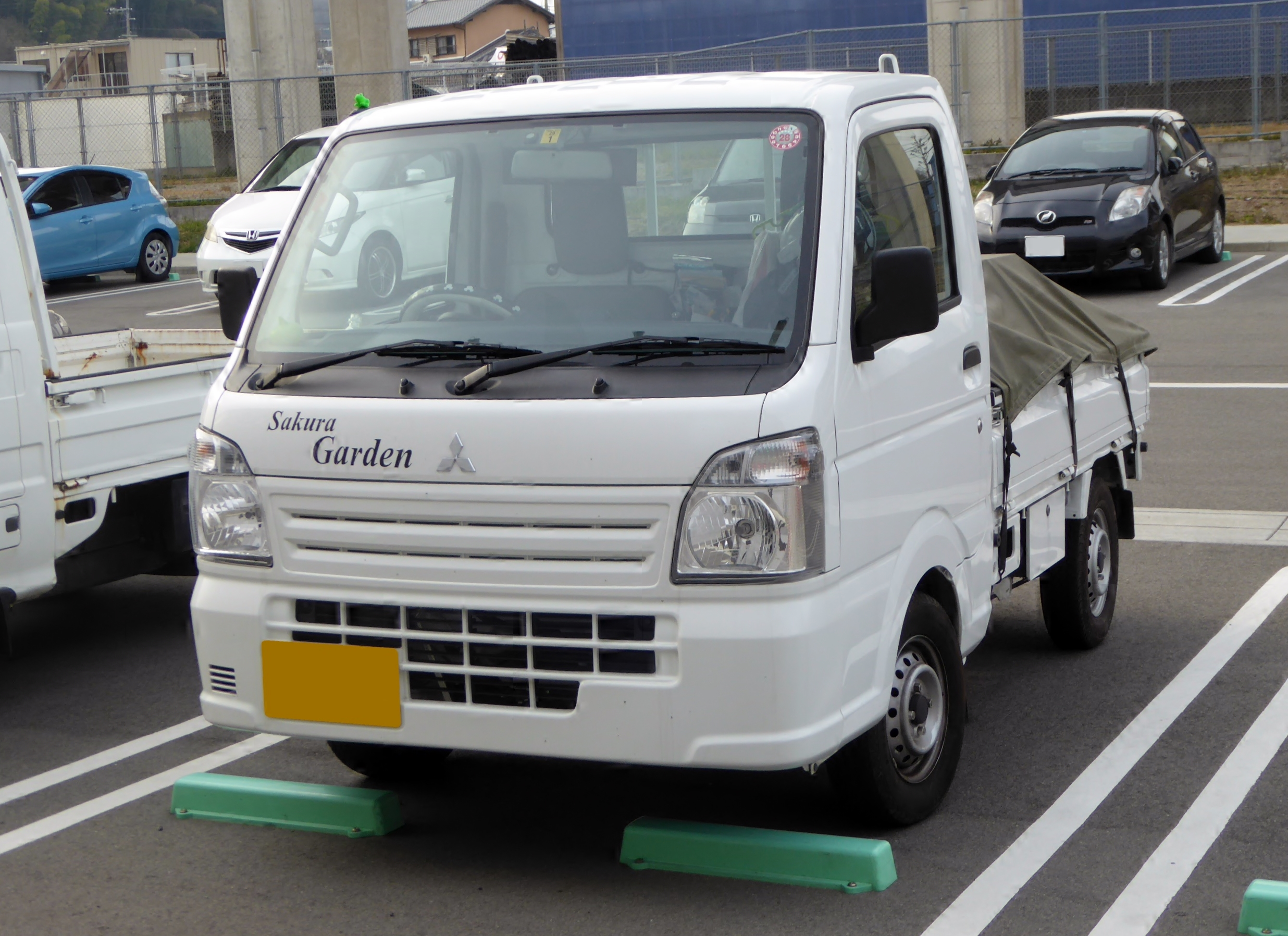
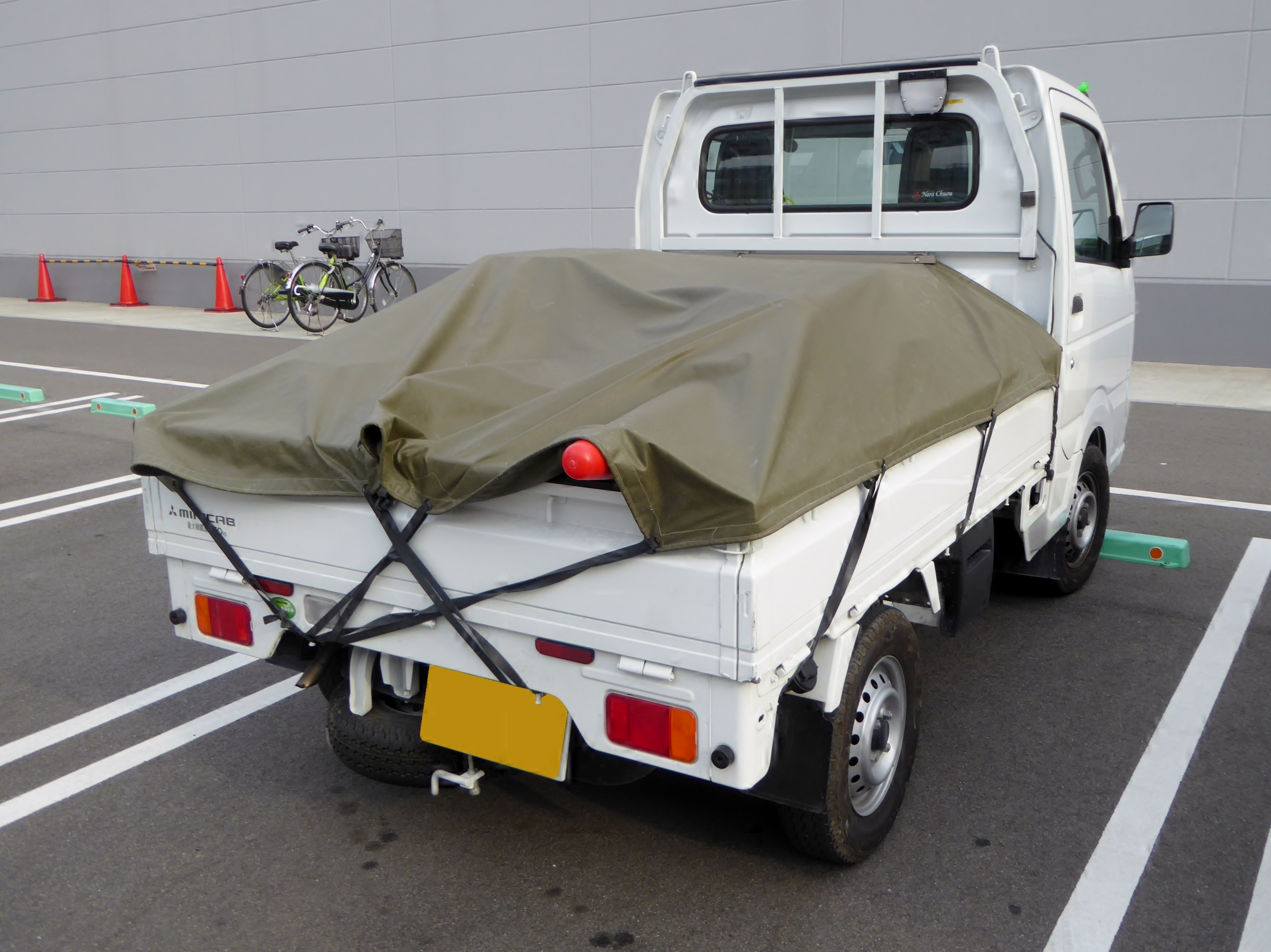

## 外部連結
- （日語）日本官方網站 - 商用貨車 （页面存档备份，存于）
- （日語）日本官方網站 - 商用卡車 （页面存档备份，存于）
- （日語）ミニキャブの歴史 （页面存档备份，存于）
- （日語）絶版となった「三菱ミニキャブ ミーブ」が再登場！ 先駆者の苦闘が語る軽商用EV市場の実情